# Biserica de lemn din Dumbrava de Sus

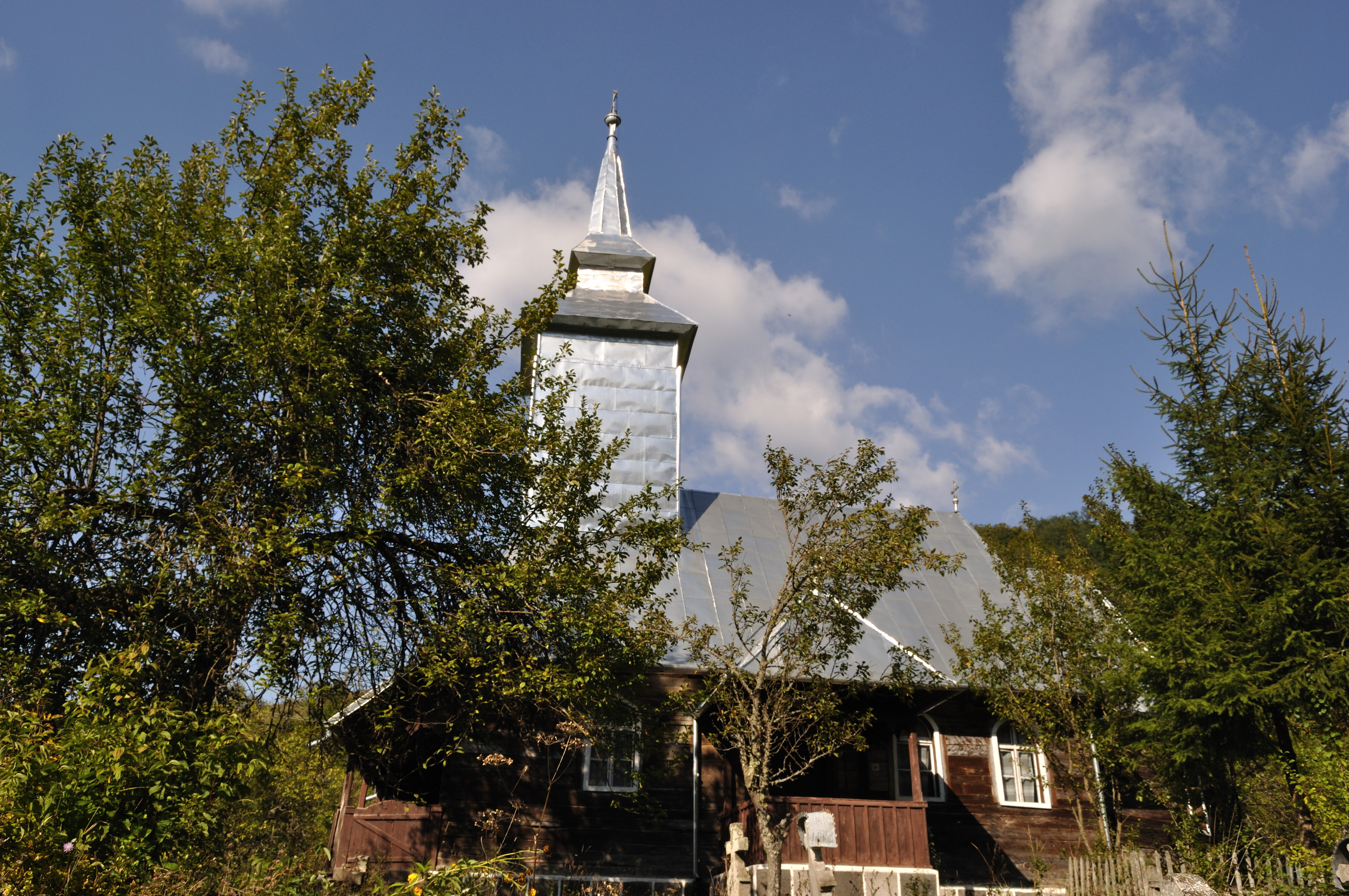
Biserica de lemn „Nașterea Domnului” din Dumbrava de Sus, județul Hunedoara, foto: septembrie, 2010.

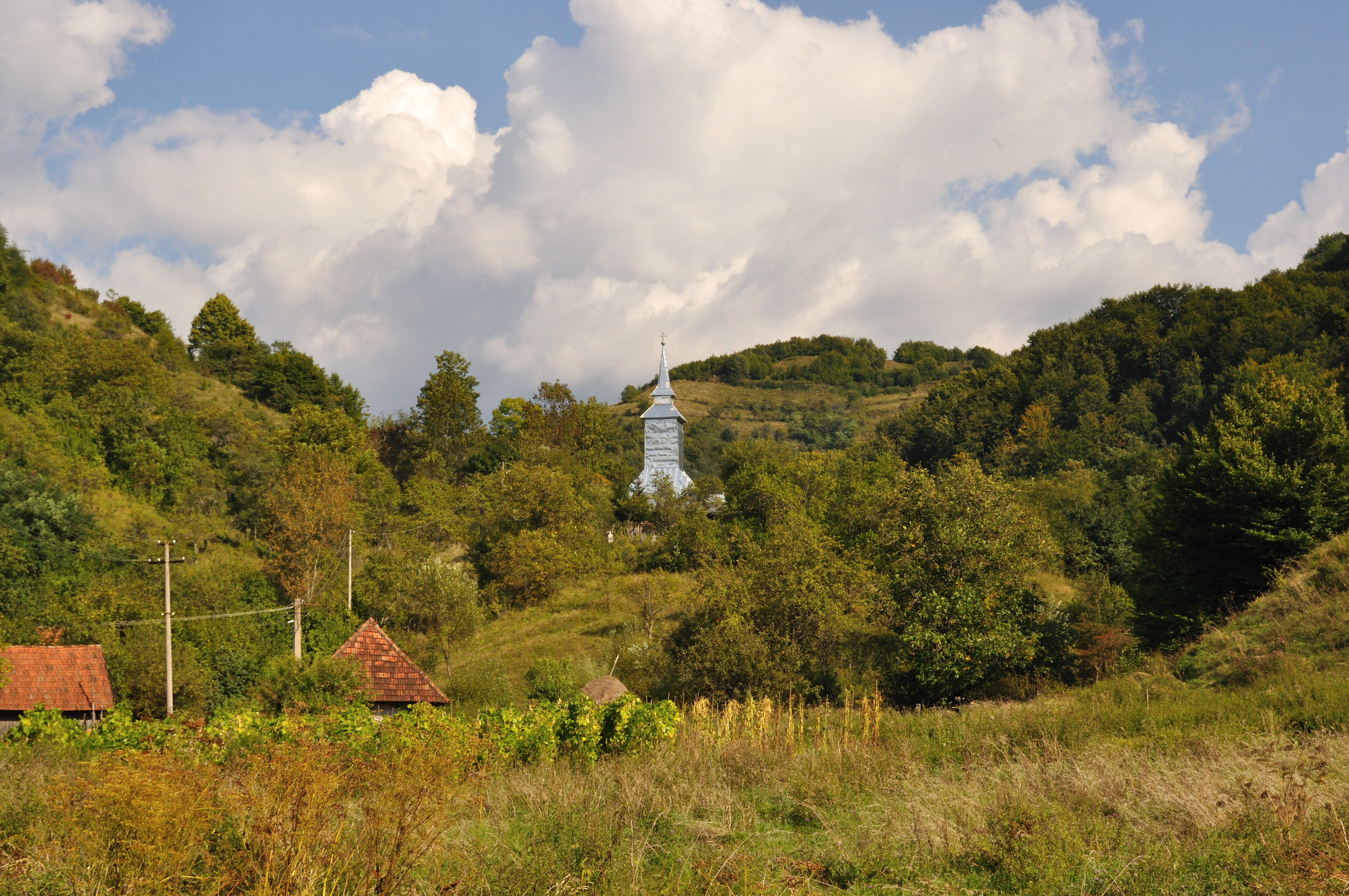
Biserica din depărtare

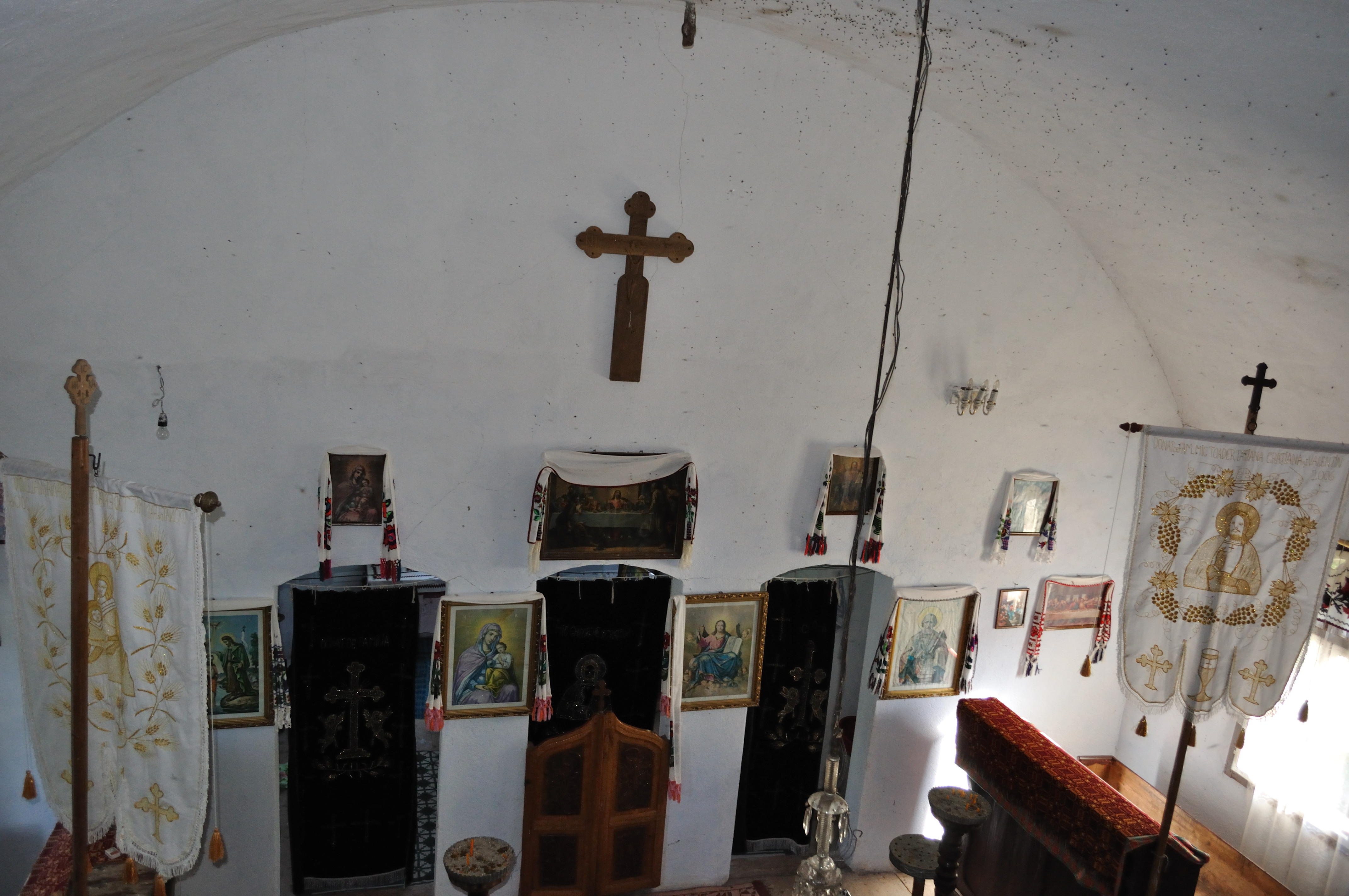
Iconostasul văzut din cor

Biserica de lemn din satul Dumbrava de Sus, comuna Ribița, județul Hunedoara, a fost construită în secolul XIX (1844). Are hramul „Nașterea Domnului”. Biserica figurează pe lista nouă a monumentelor istorice, cod LMI HD-II-m-B-03312.

## Istoric
Satul Dumbrava de Sus este amplasat in partea de nord a comunei Ribița, la 22 km de centrul acesteia. Este un sat de tip risipit, cu gospodării grupate în crânguri. De la poalele dealurilor din Dumbrava de Sus își adună izvoarele Valea Juncului. Profilul economic al satului este agrar. Numărul populației a scăzut dramatic în ultimii ani. Dacă în anul 1992 erau 143 de locuitori, la 1 ianuarie 2oo6 mai erau doar 71 de persoane, iar în prezent în jur de 30.
La momentul ridicării bisericii, în anul 1844, așezarea avea 1800 de locuitori, de dimensiunile unui orășel pentru perioada respectivă. Viața religioasă era mult mai intensă decât acum când biserica zace uitată pe o culme de deal, înconjurată de livezi și ele bătrâne, ieșite de pe rod. Condițiile vitrege, accesul foarte dificil (practic odată cu venirea iernii locuitorii sunt rupți de lume), fac ca nici slujitorii Domnului să nu fie dornici a se stabili în zonă, parohia fiind vacantă.

## Trăsături
Este un edificiu de plan dreptunghiular, cu absida pentagonală decroșată, prevăzut cu un turn-clopotniță robust, cu două foișoare închise suprapuse și o fleșă acuțită, învelit integral în tablă. același tip de învelitoare, reînnoit în 2008, s-a folosit și în cazul acoperișului propriu-zis. Cele două intrări, aflate pe laturile de sud și de vest, sunt precedate de pridvoare deschise. Biserica a fost reparată în anii 1906, 1943, 1959, 1963-1964 și 1997. Sub stratul de tencuială interioară se pot ascunde eventuale fragmente picturale deteriorate.

## Imagini din exterior

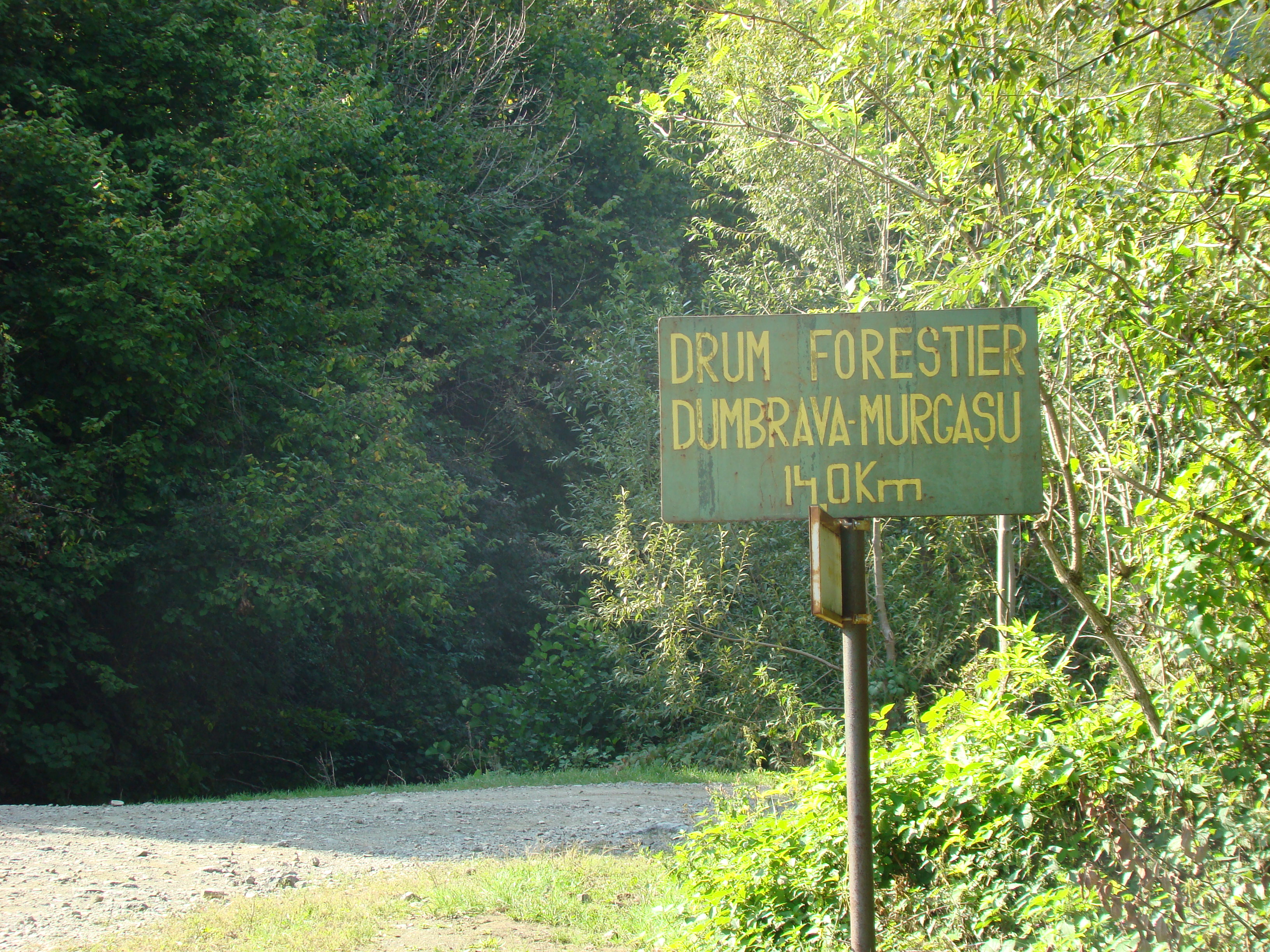
Drumul spre biserică
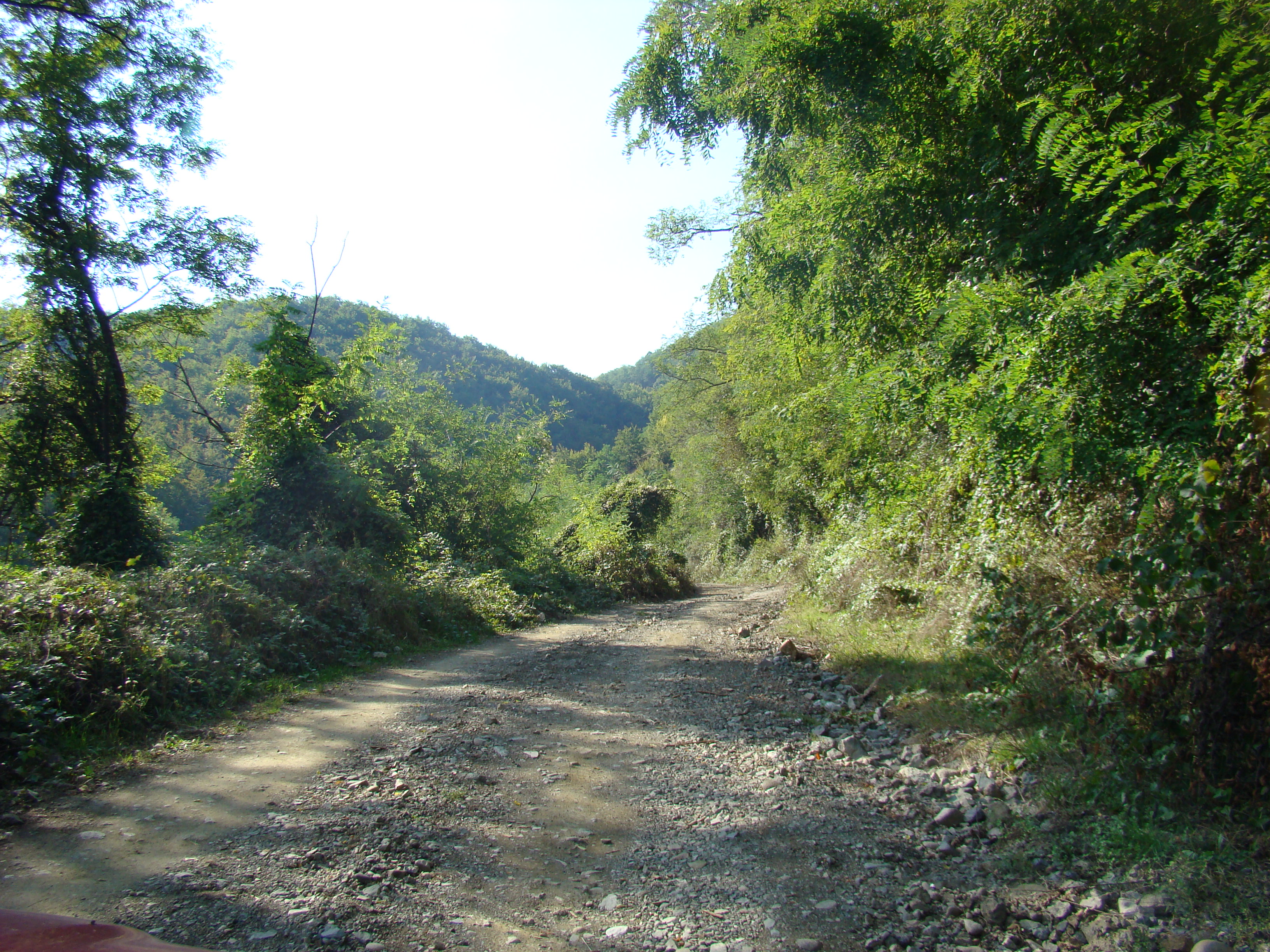
Drumul spre biserică
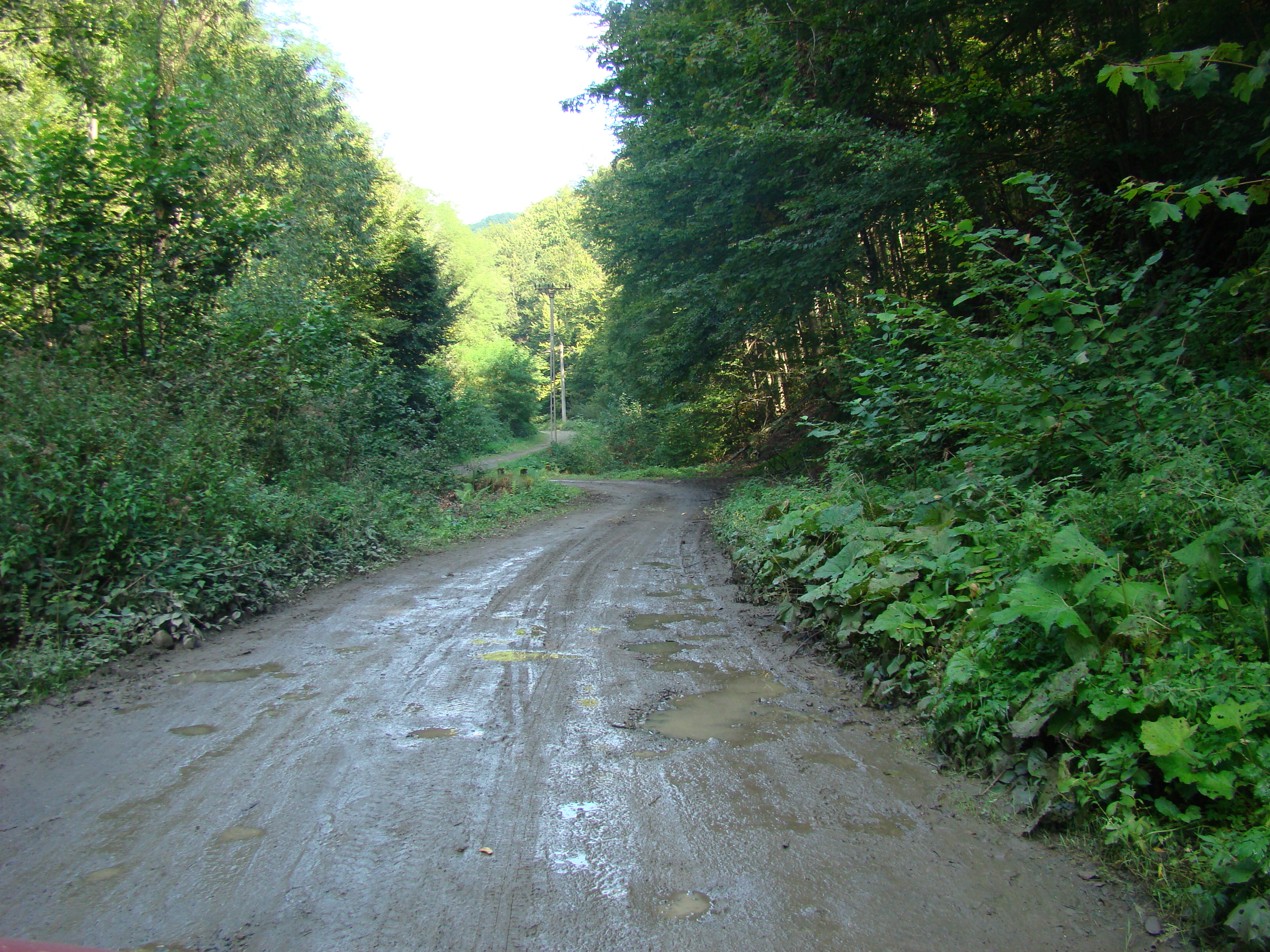
Drumul spre biserică
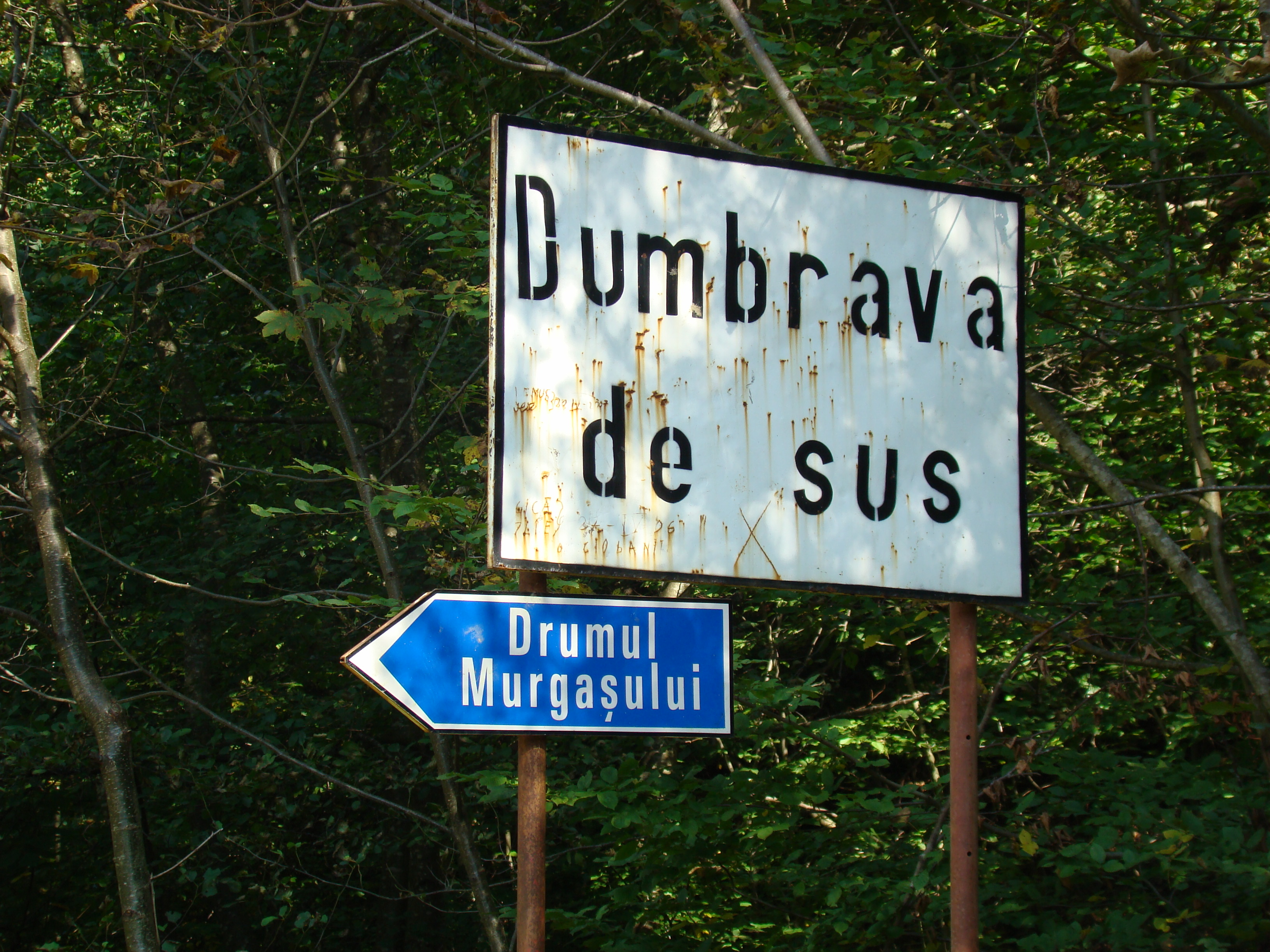
Drumul spre biserică
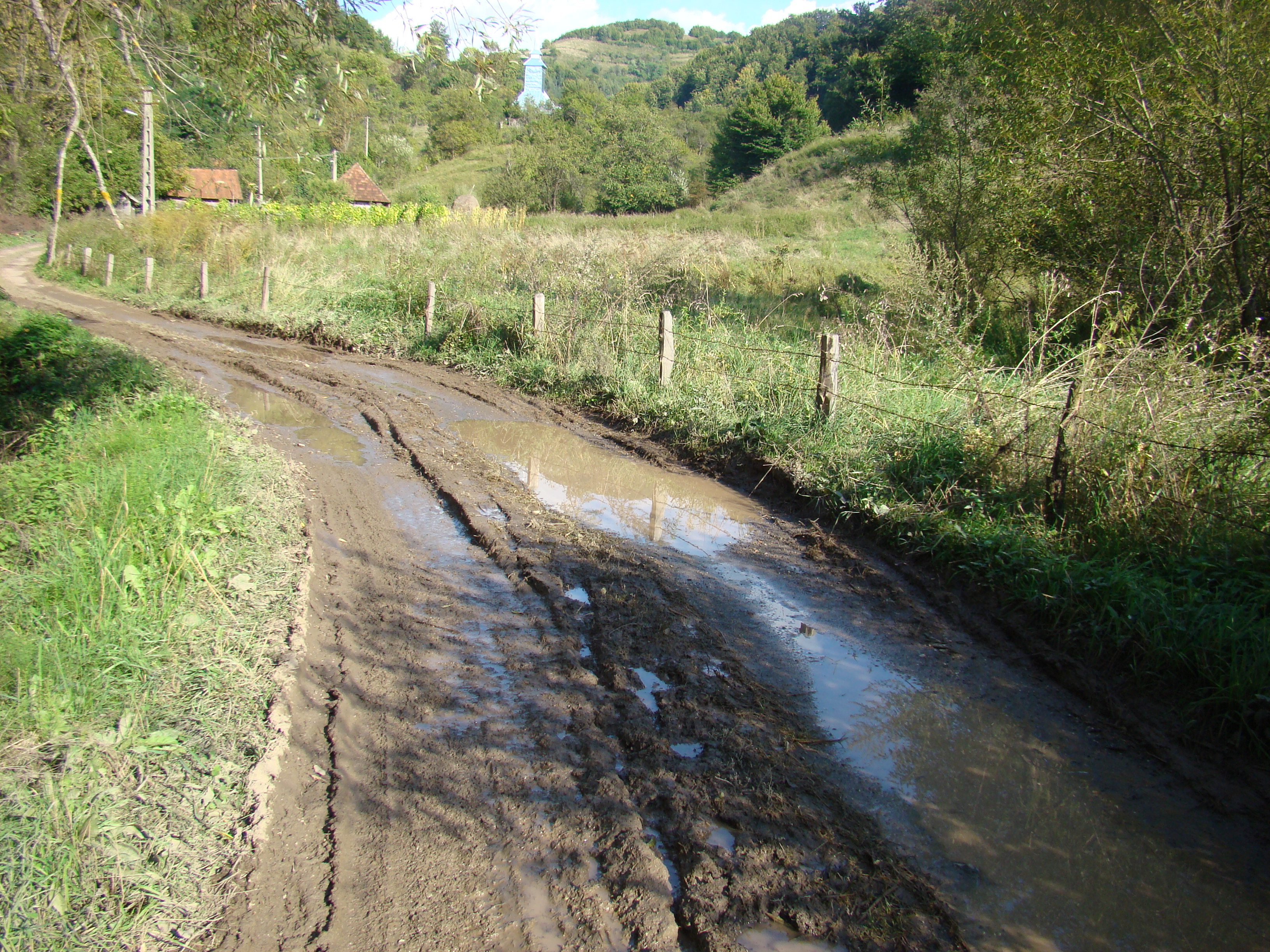
Drumul spre biserică
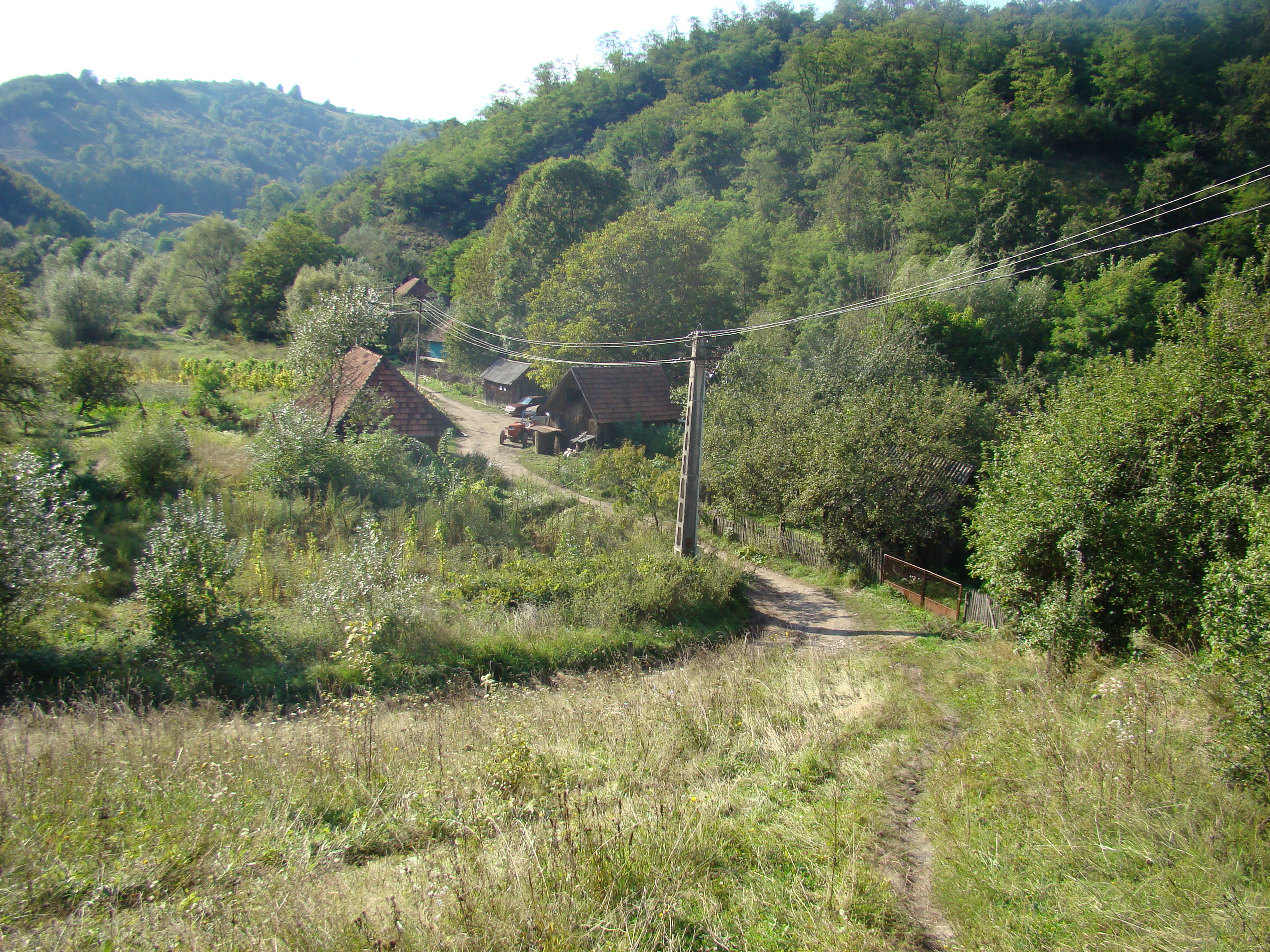
Împrejurimile bisericii
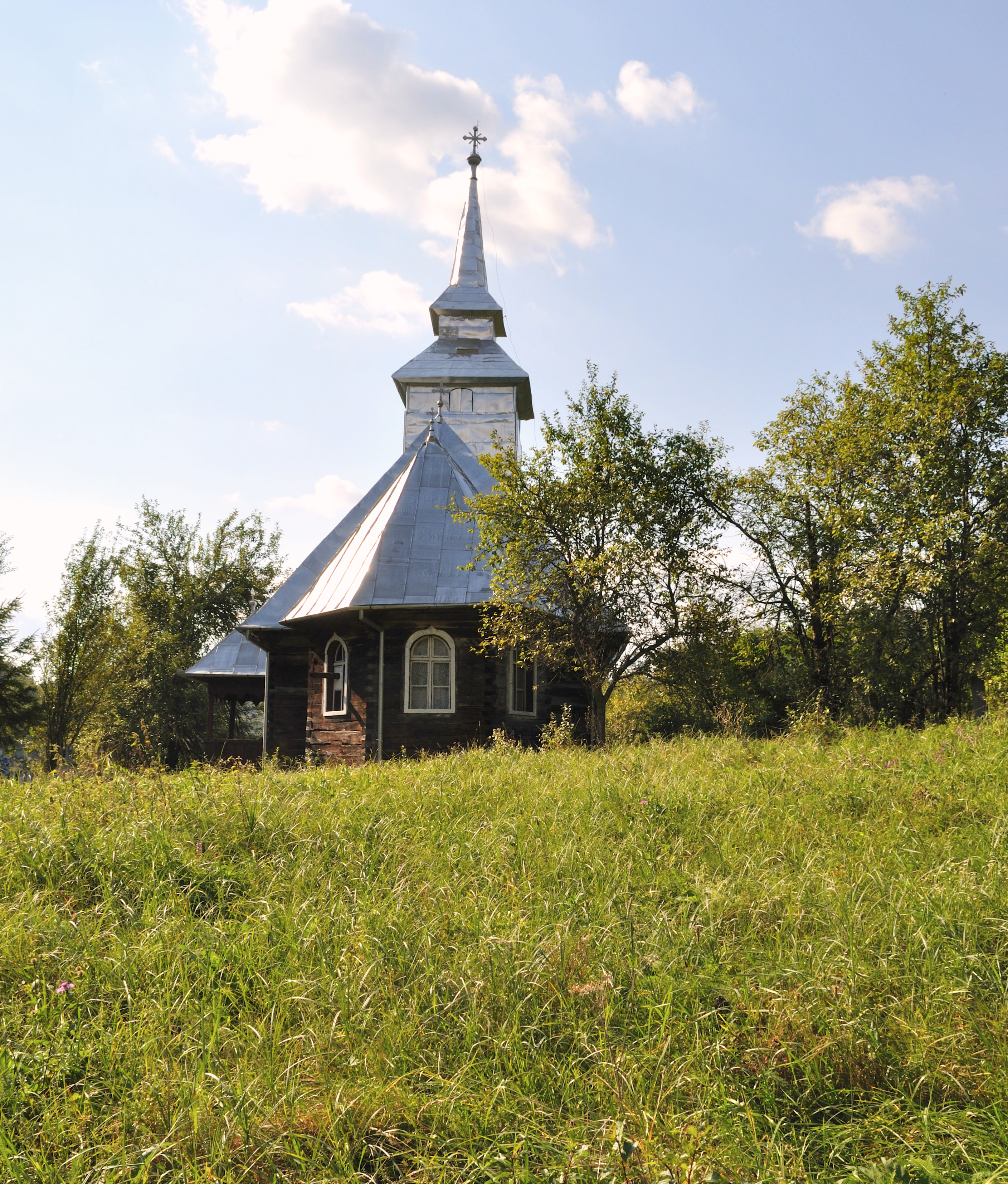
Biserica (est)
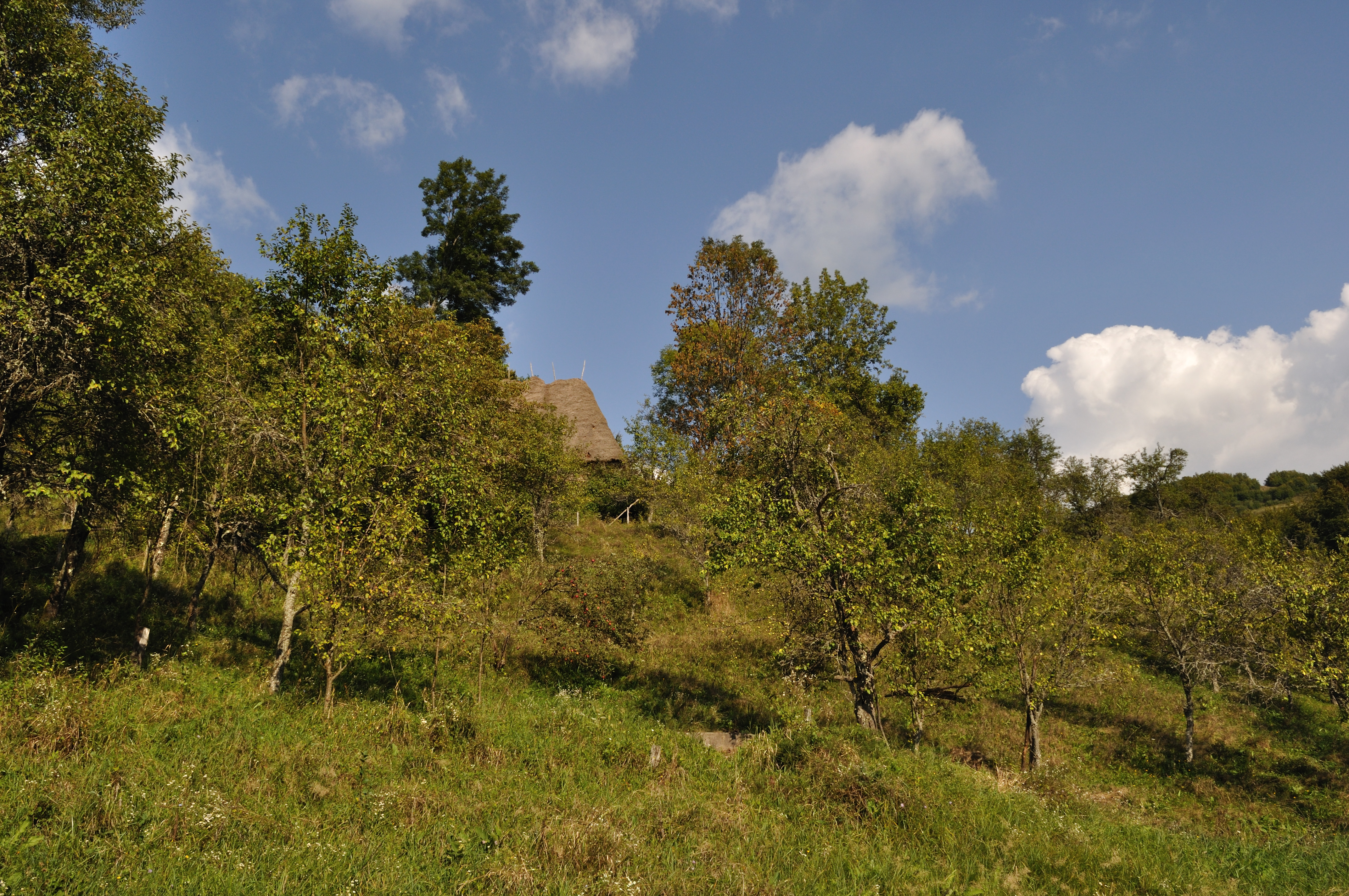
Împrejurimile bisericii
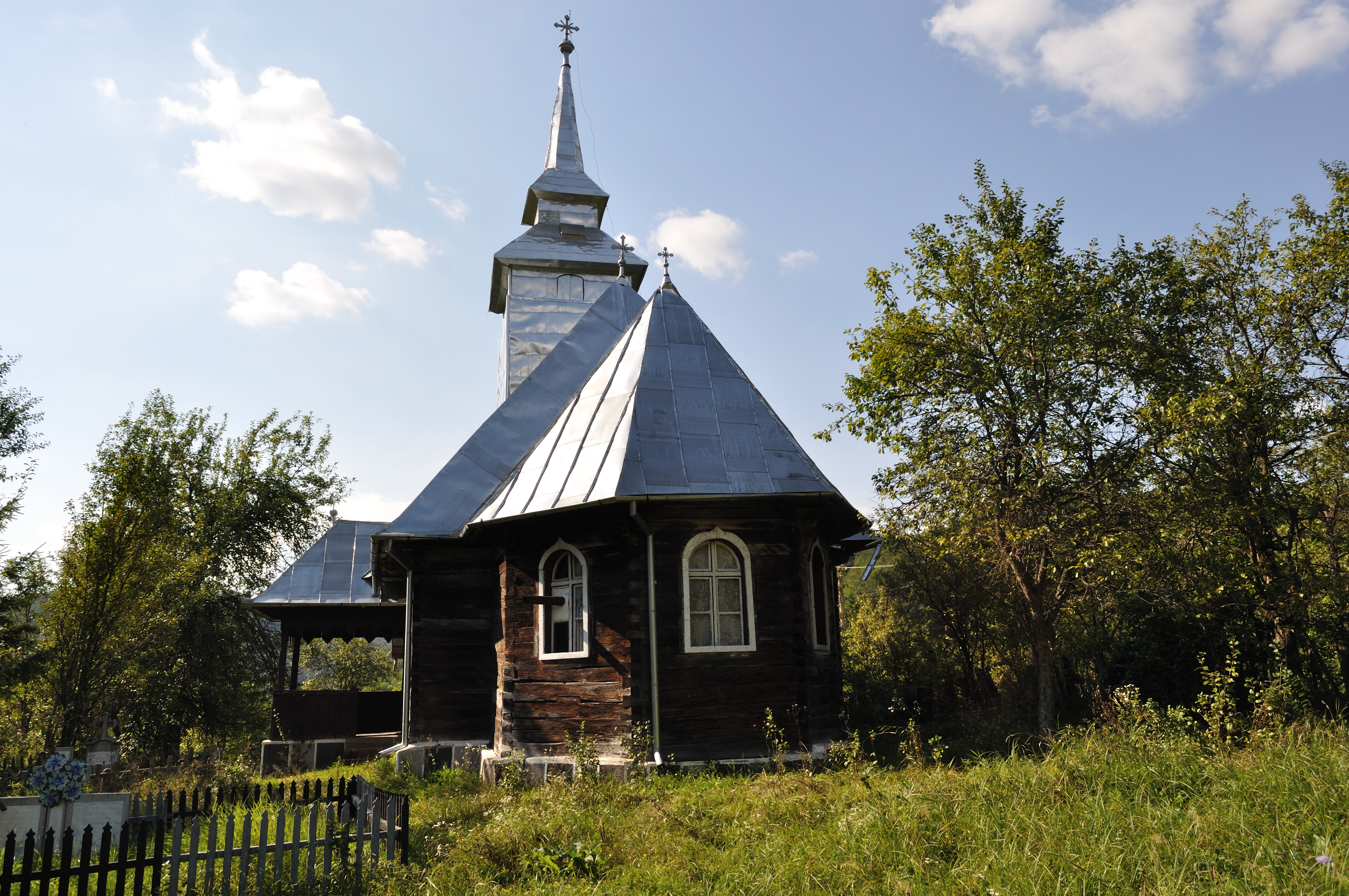
Biserica (est)
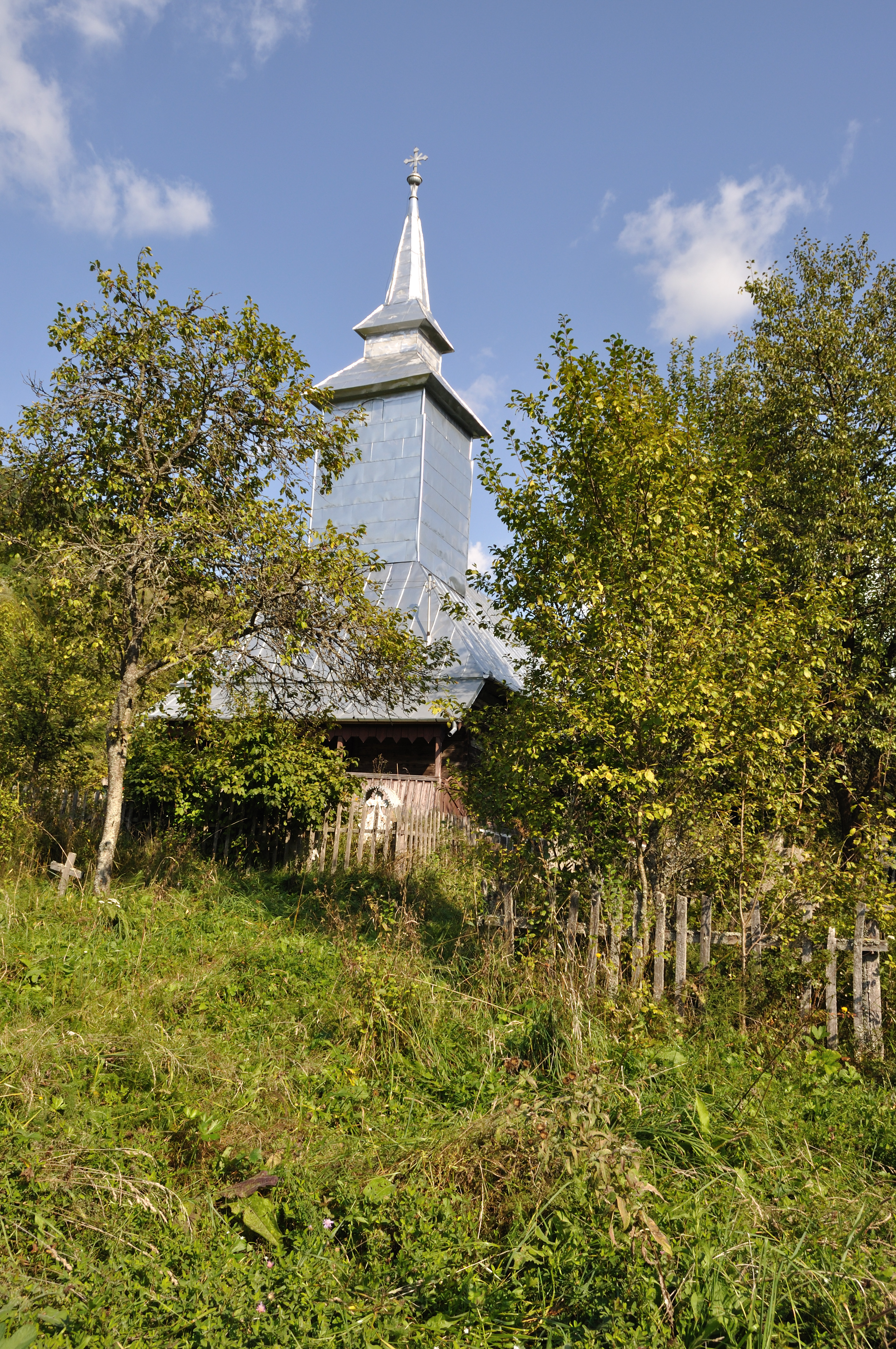
Biserica (vest)
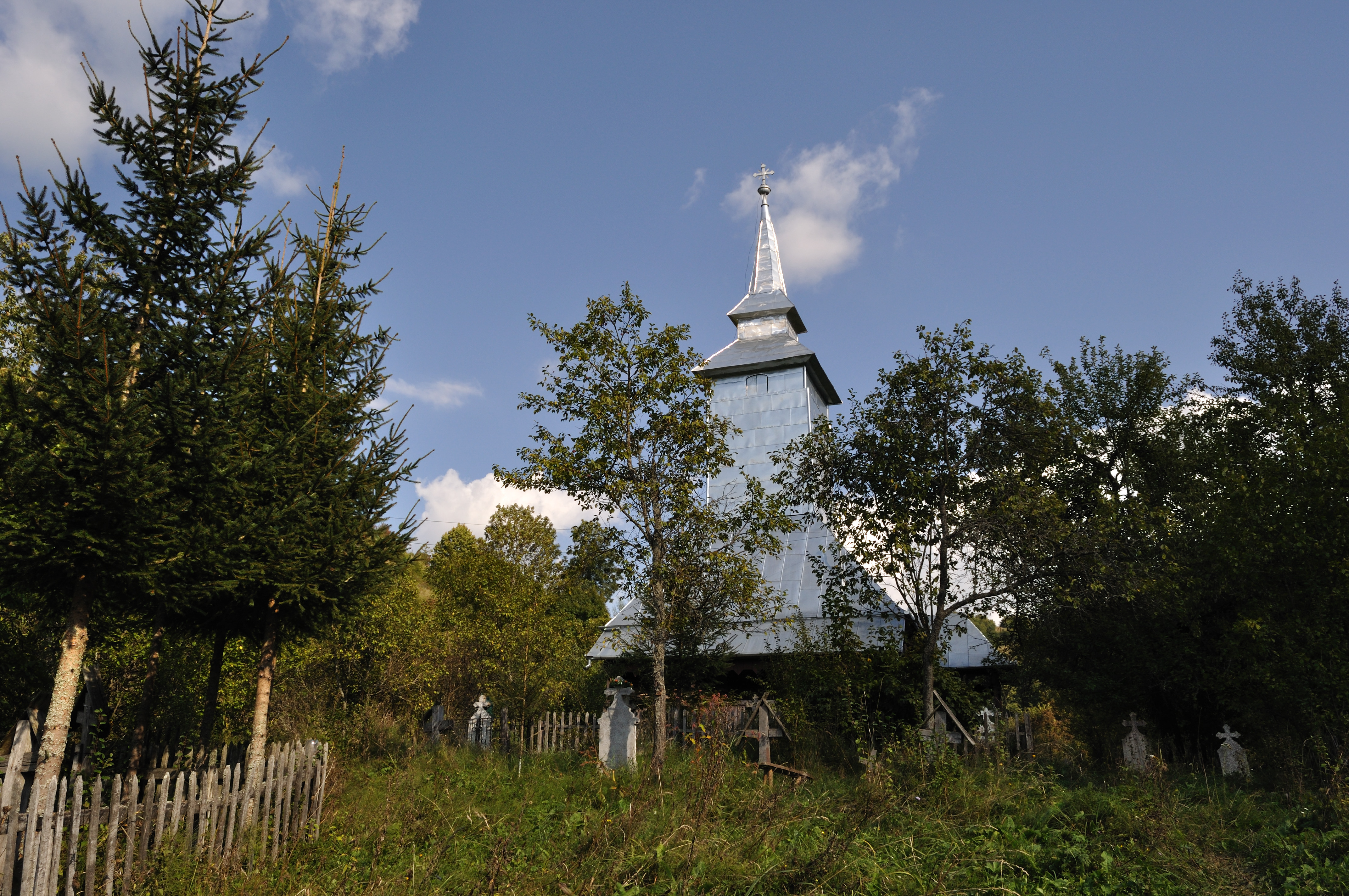
Biserica (vest)
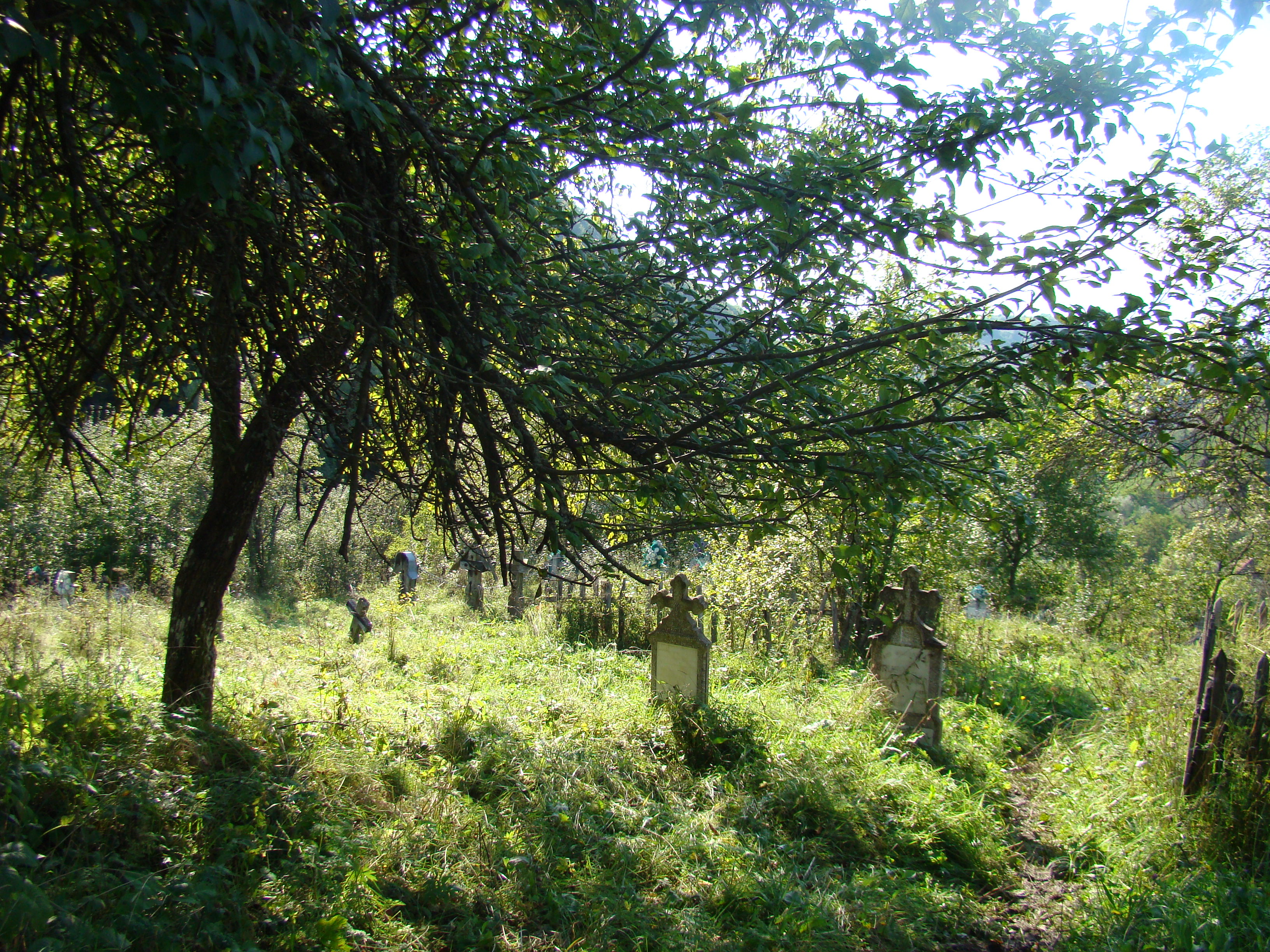
Cimitirul
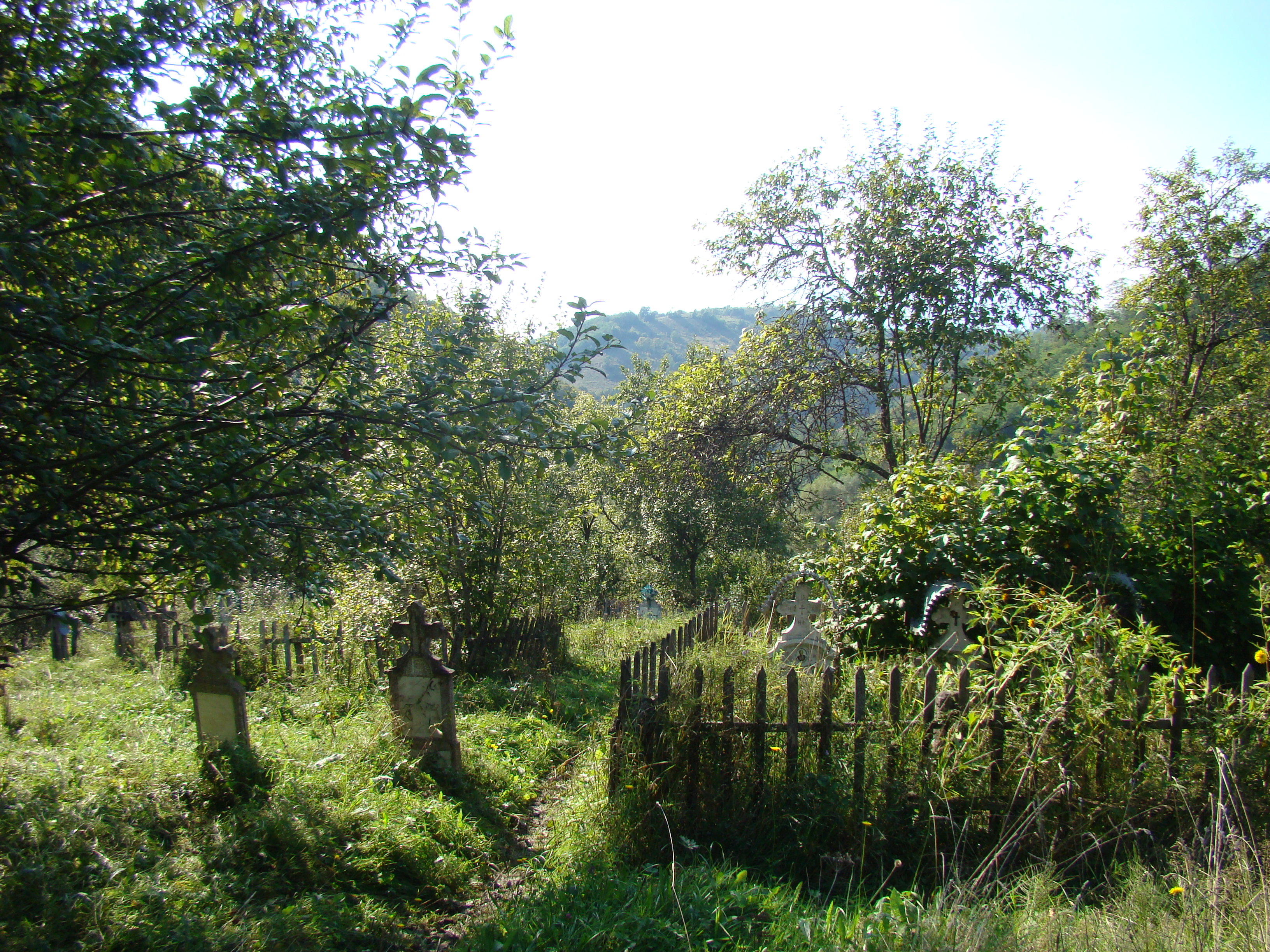
Cimitirul
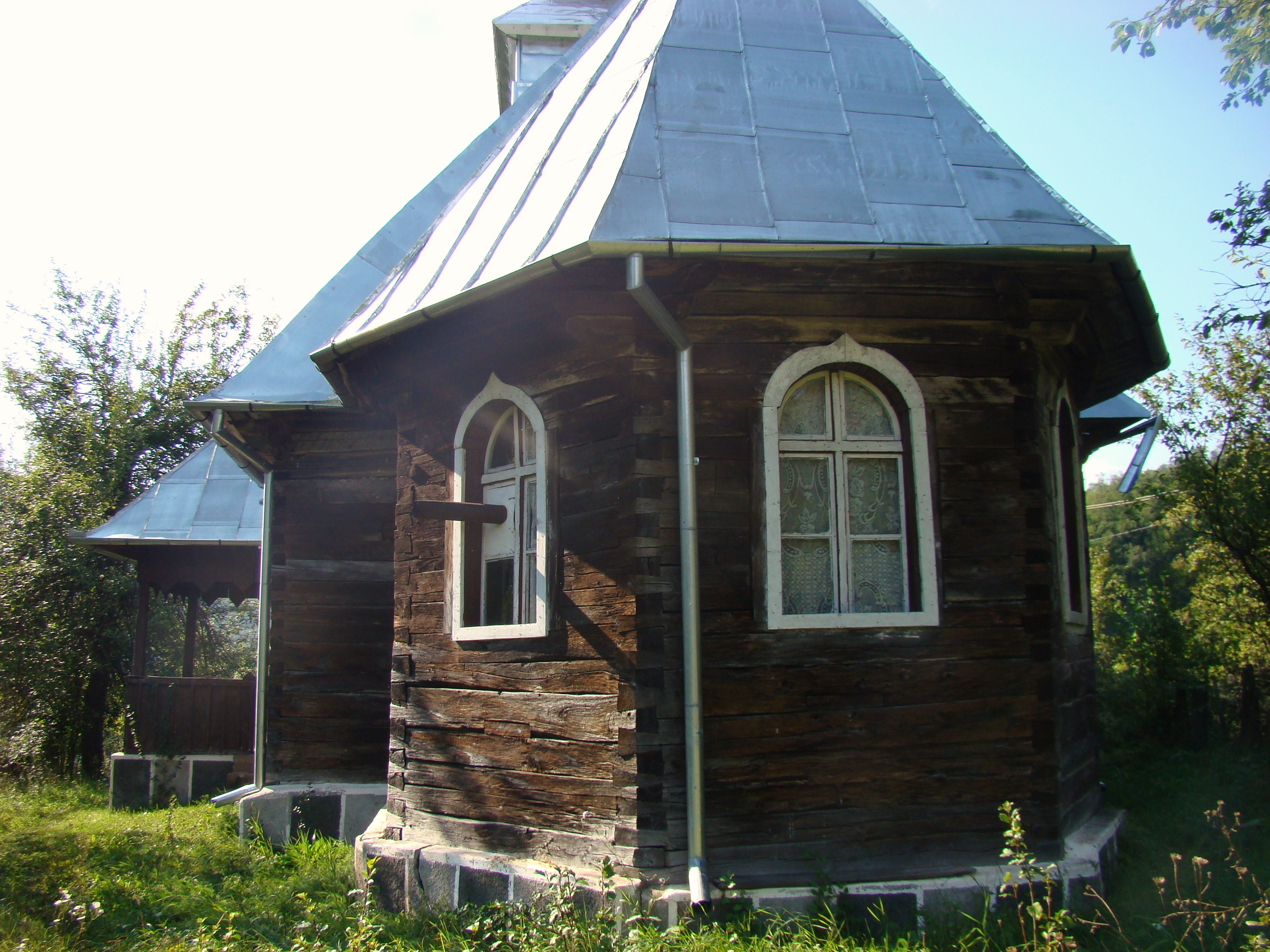
Absida altarului
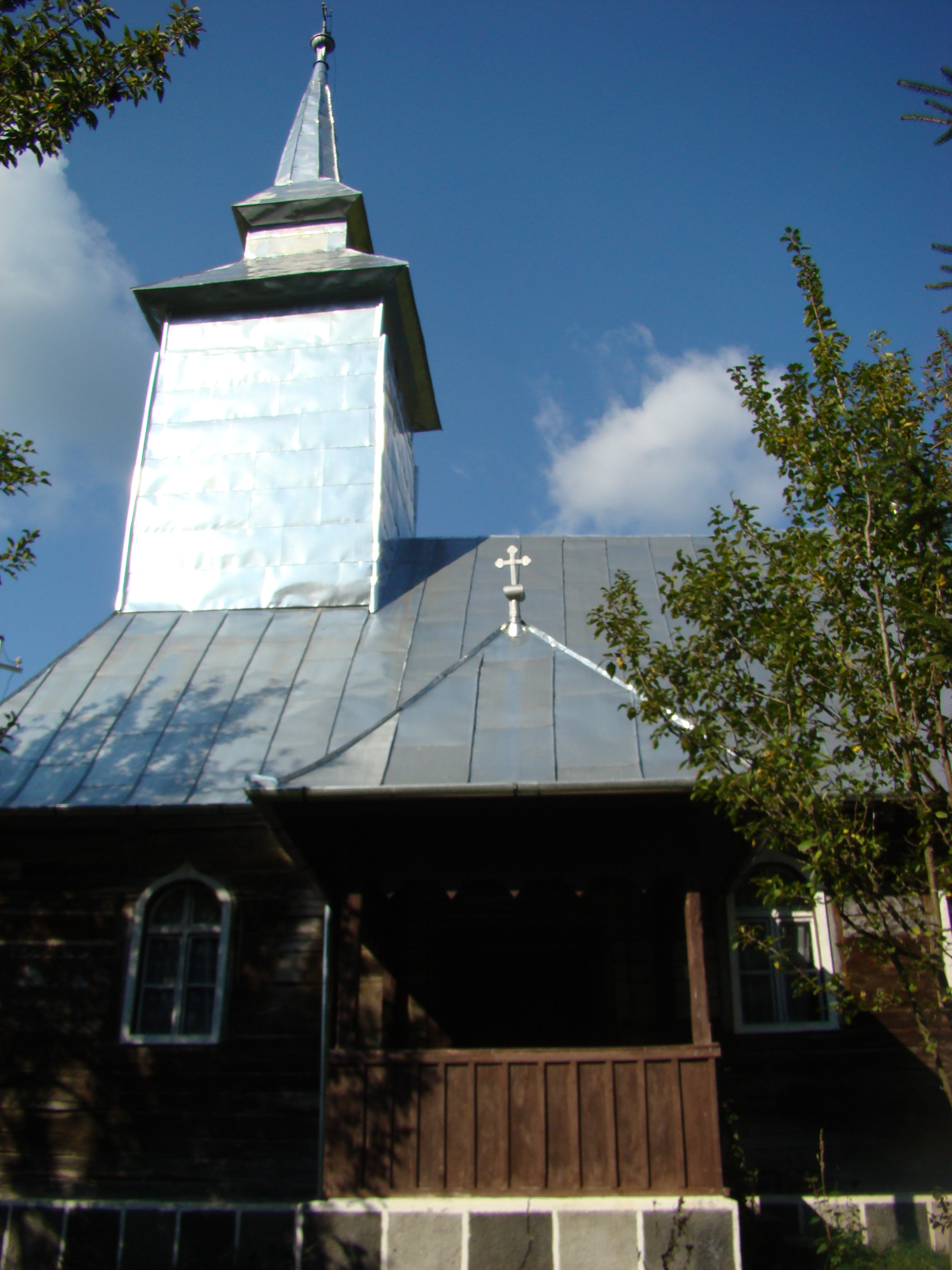
Biserica (sud)
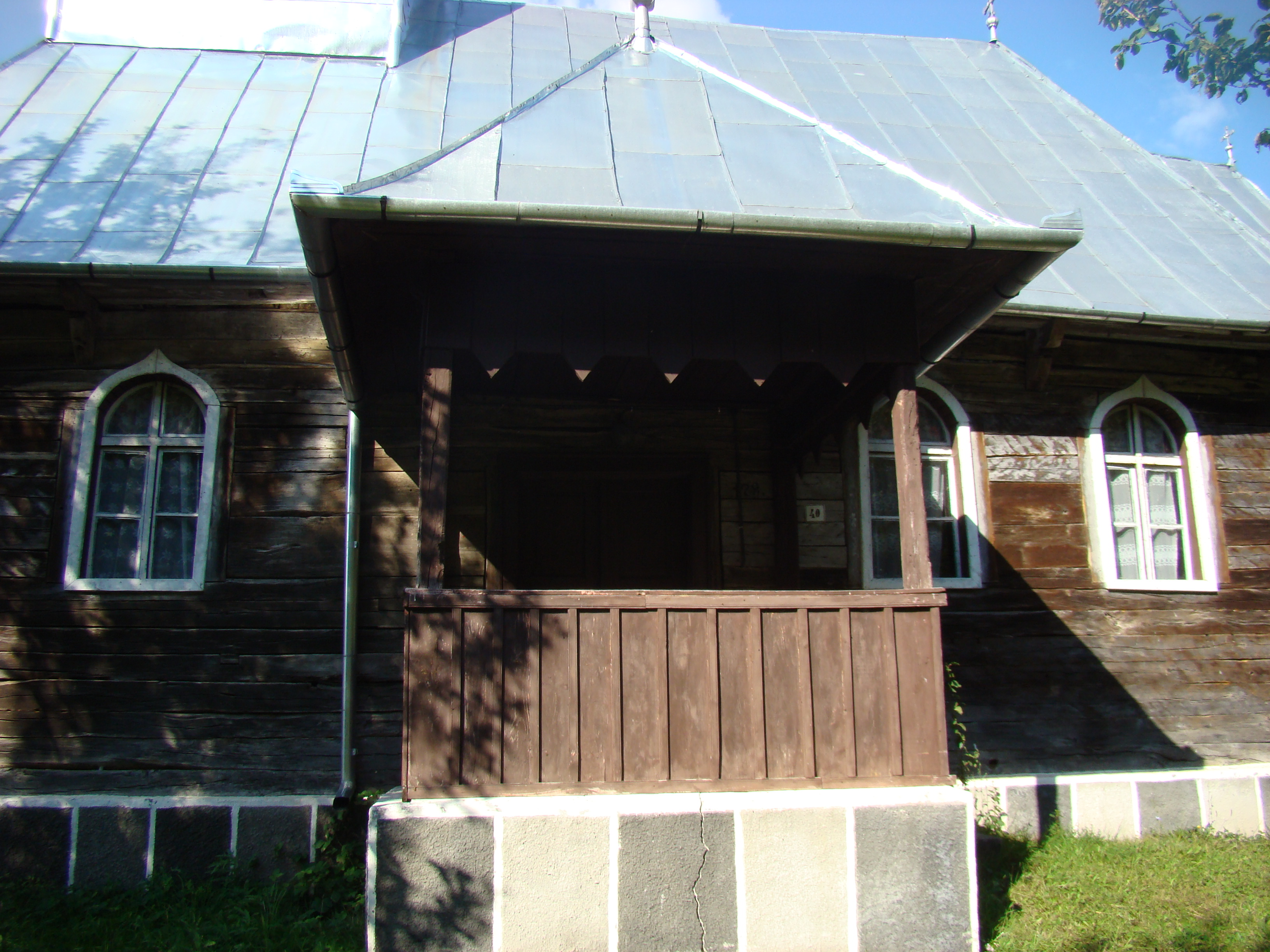
Pridvorul
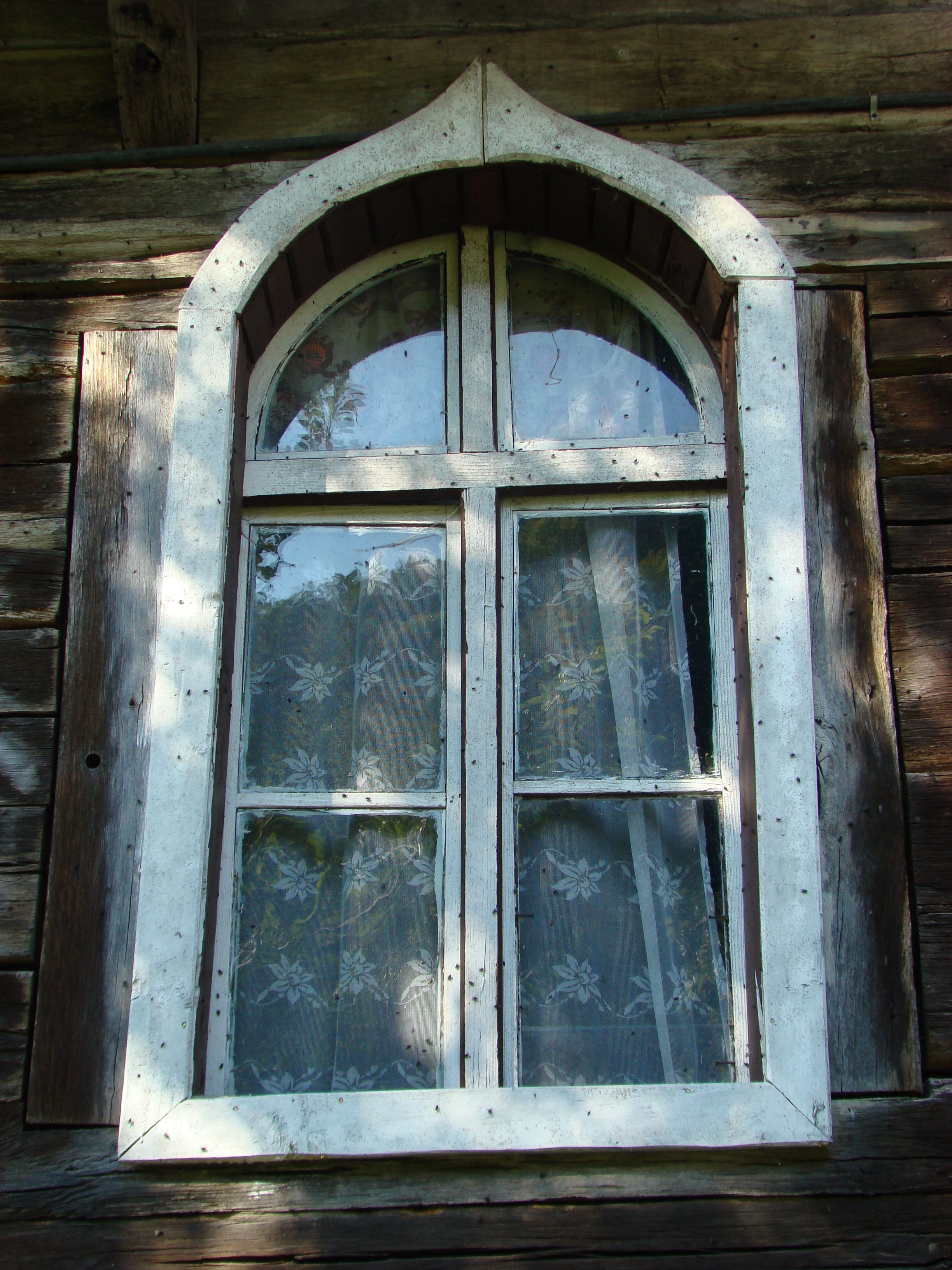
Fereastră
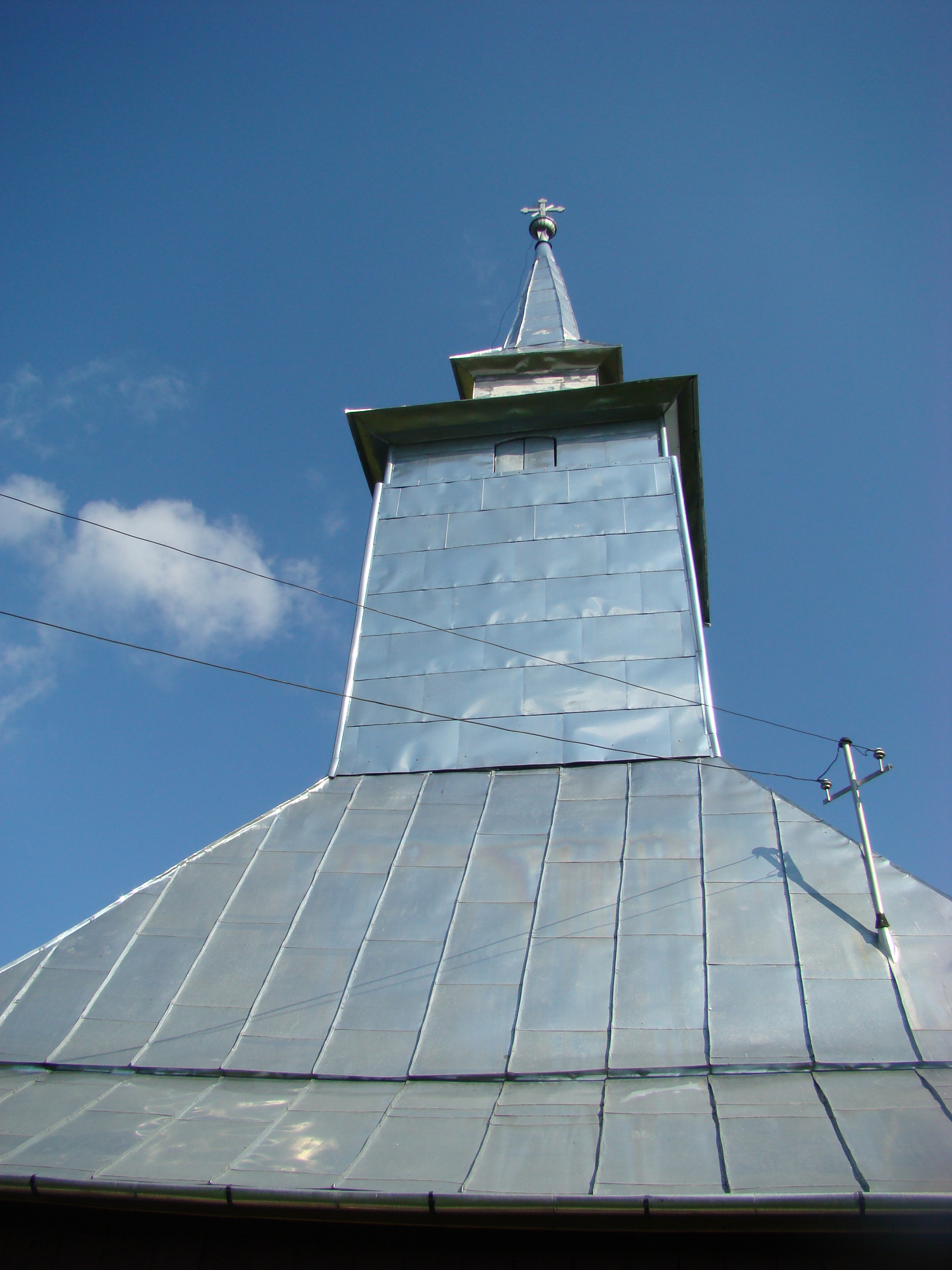
Turnul
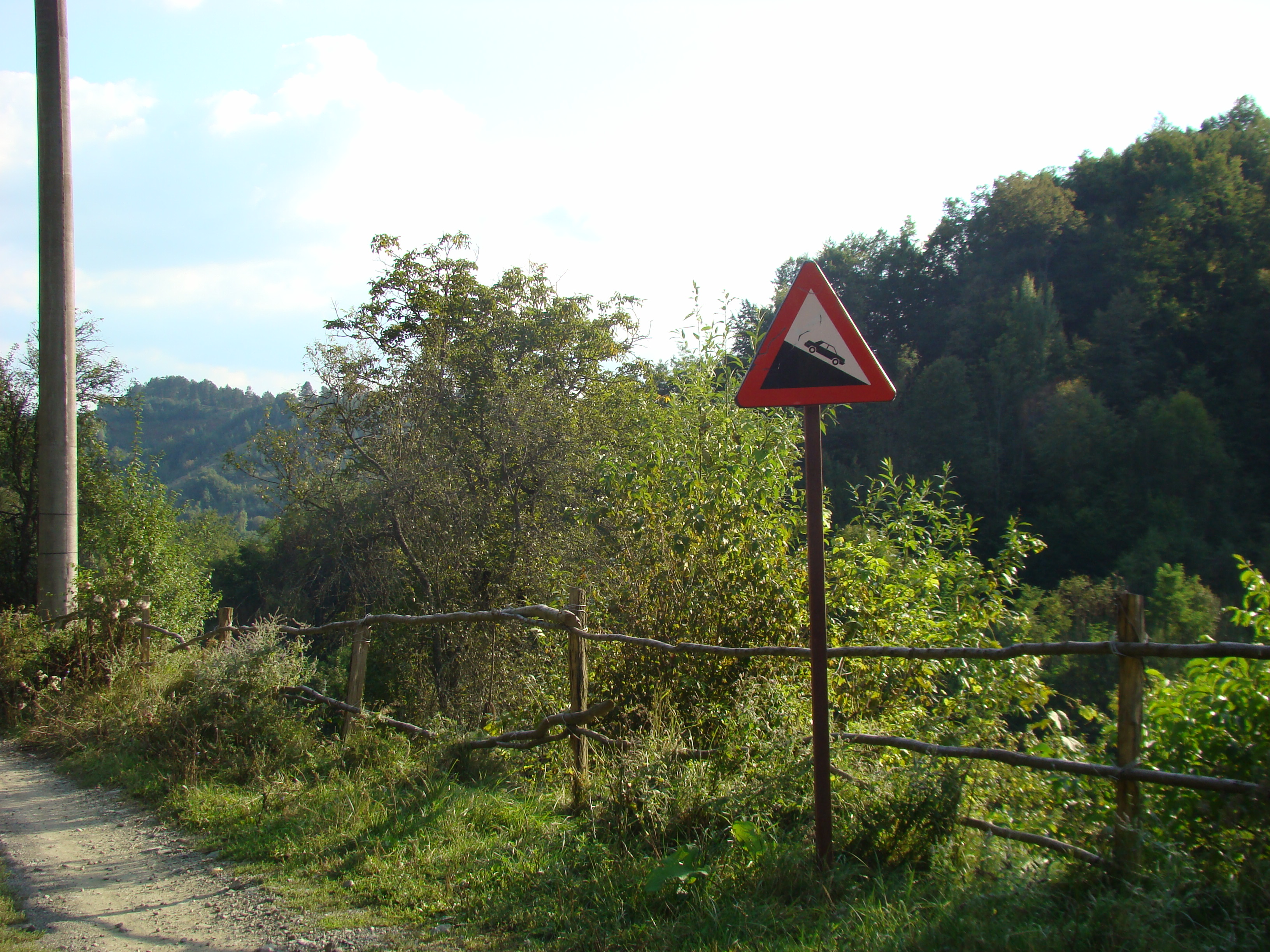
Drumul spre biserică
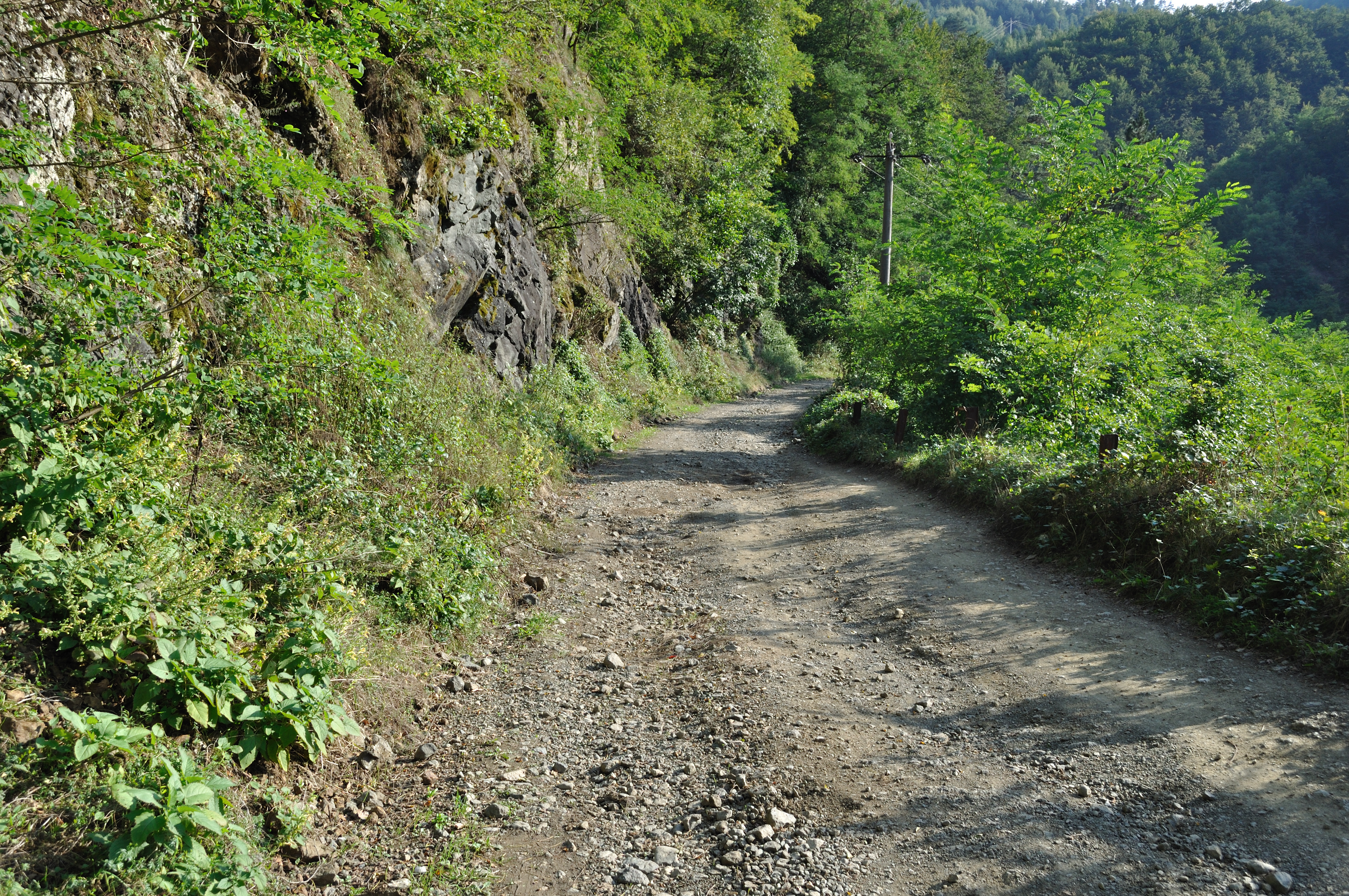
Drumul spre biserică

## Imagini din interior

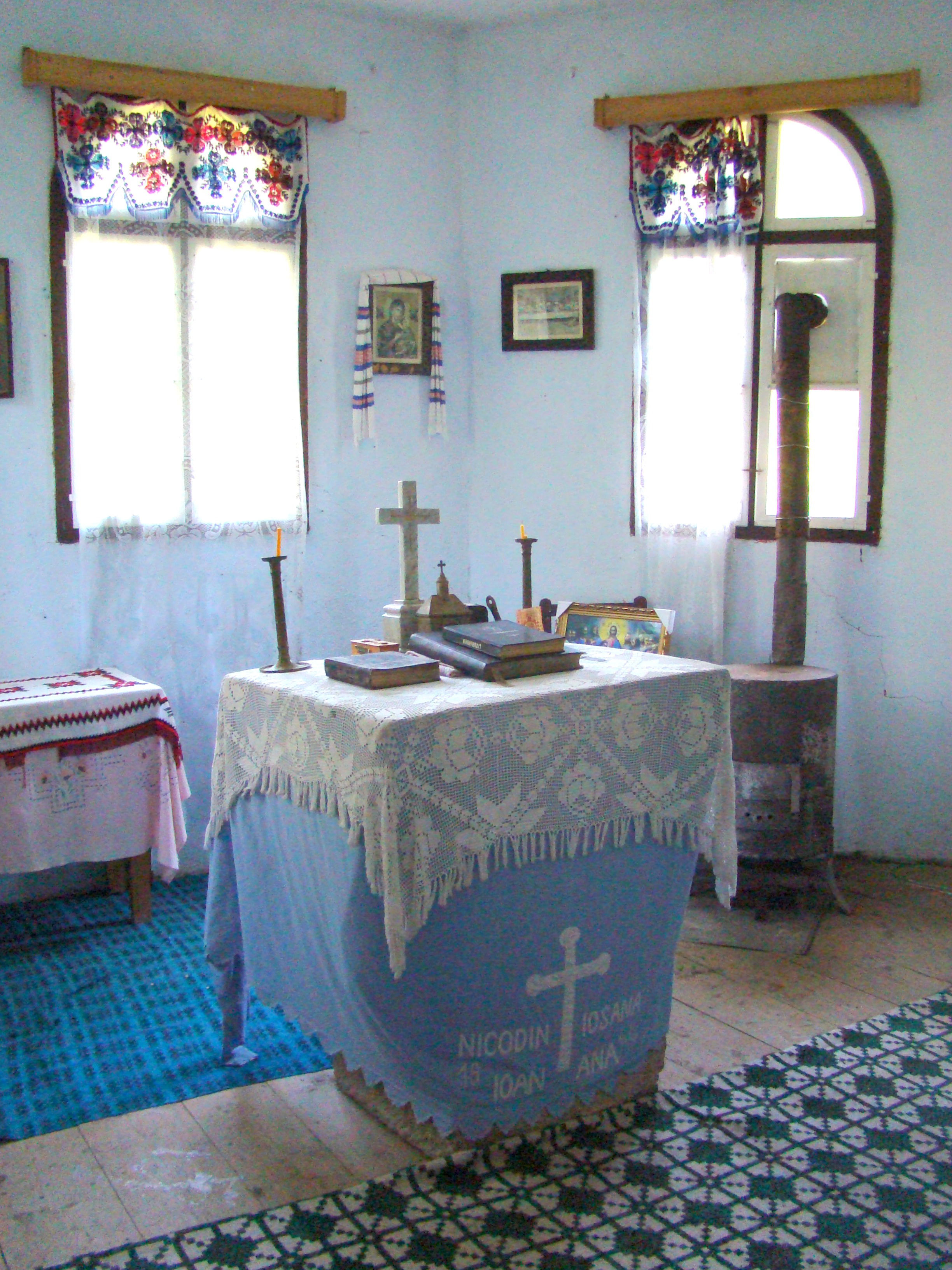
Sfânta Masă
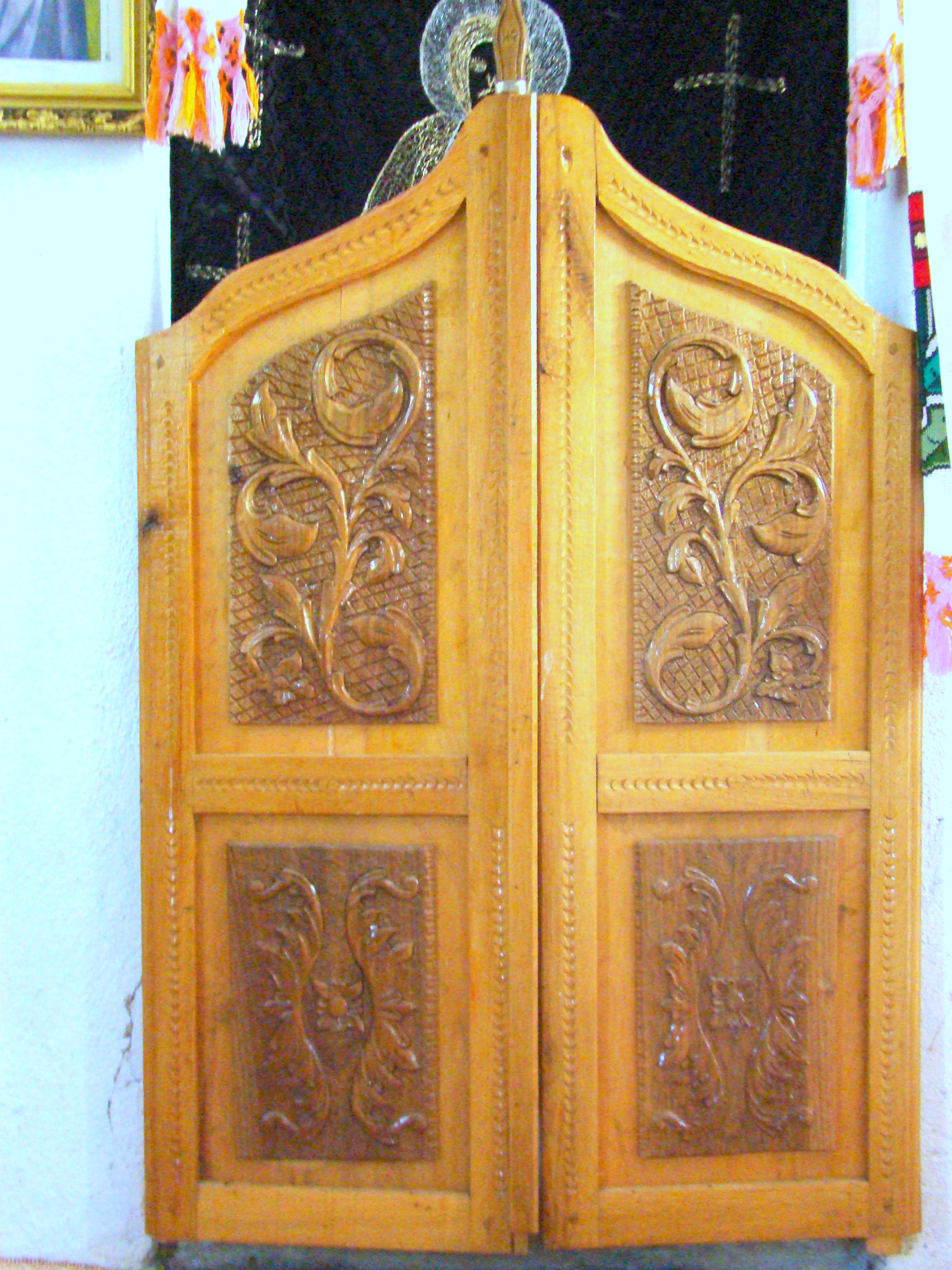
Ușile împărătești
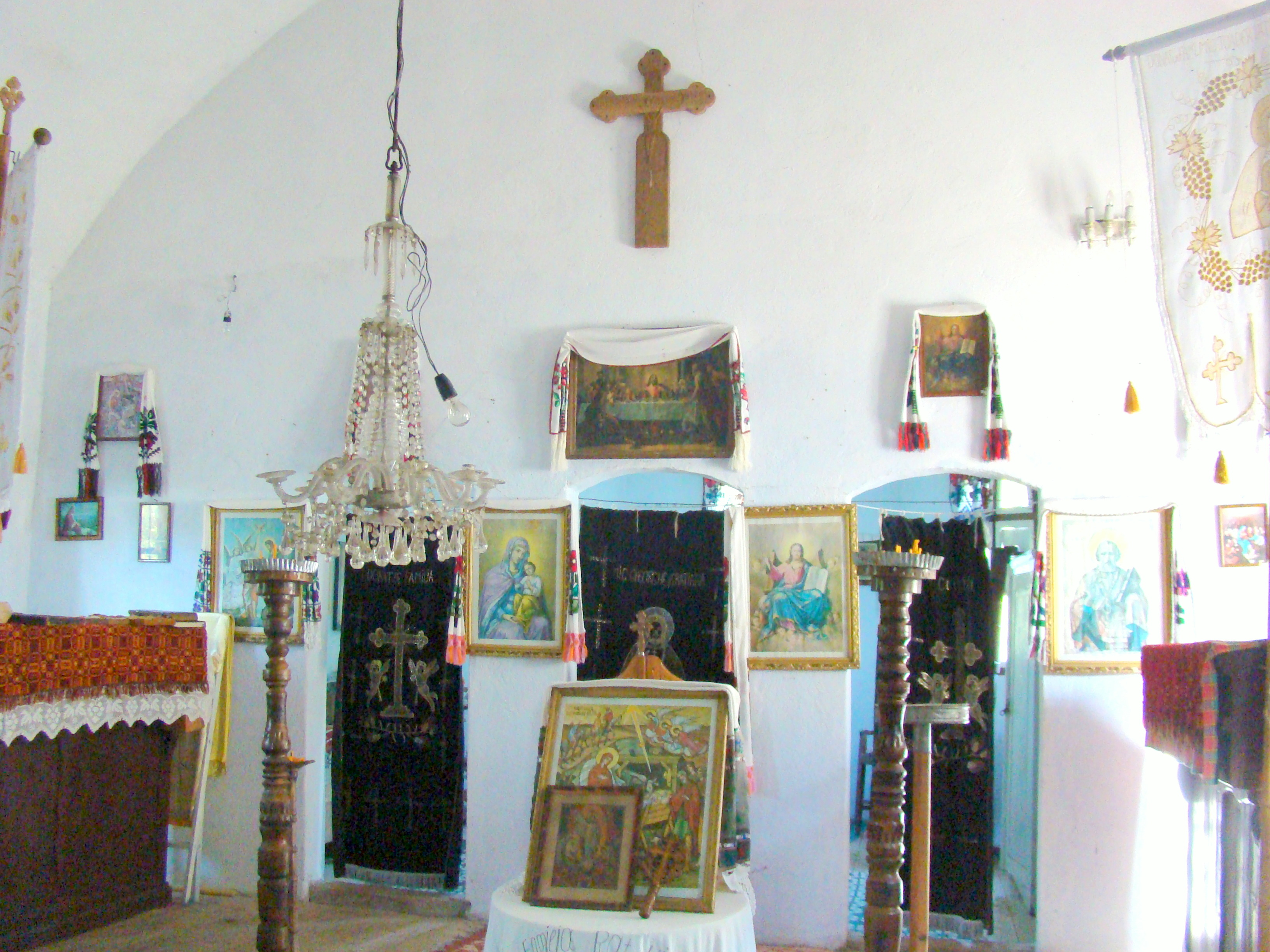
Iconostasul
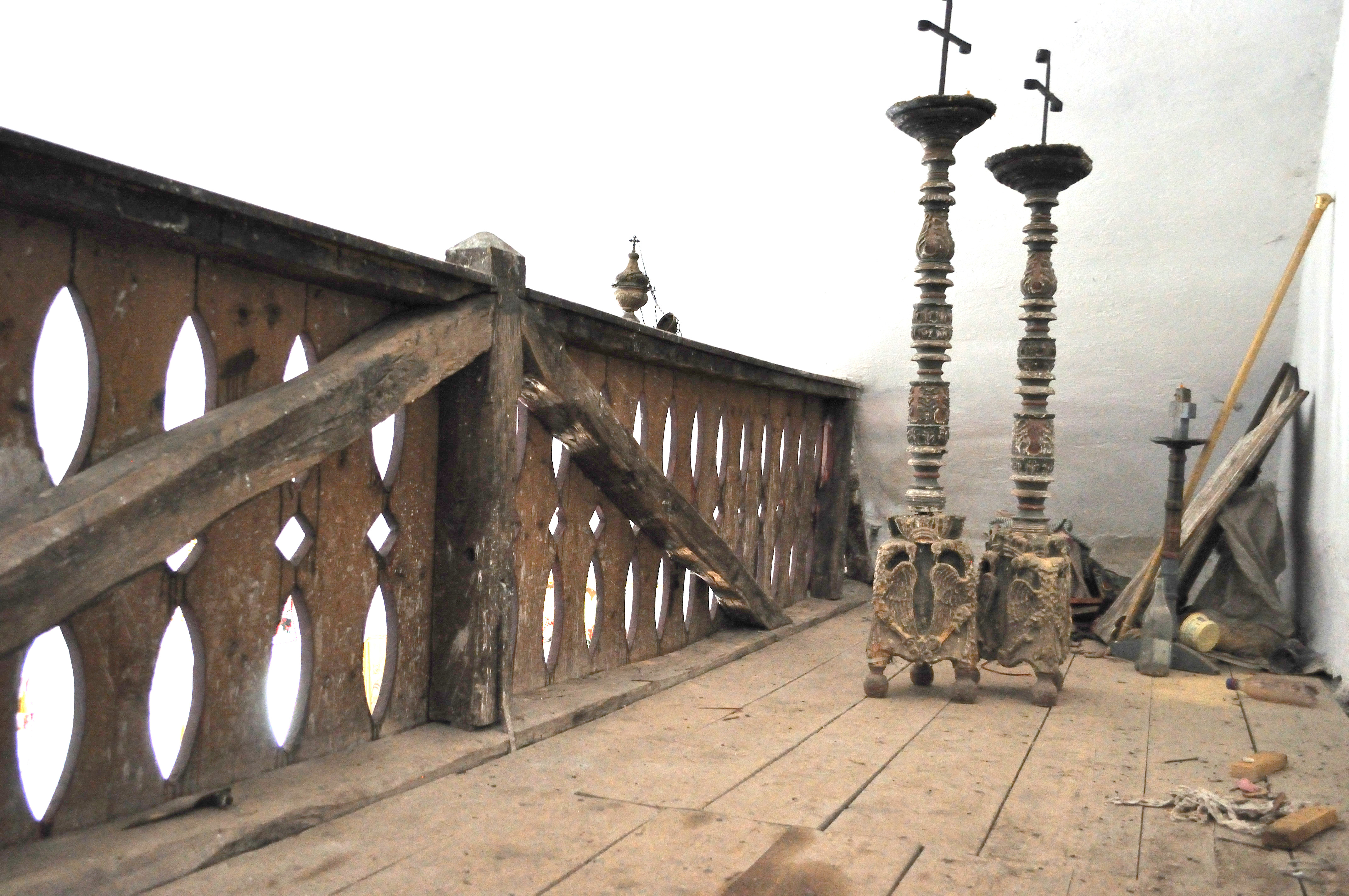
Corul
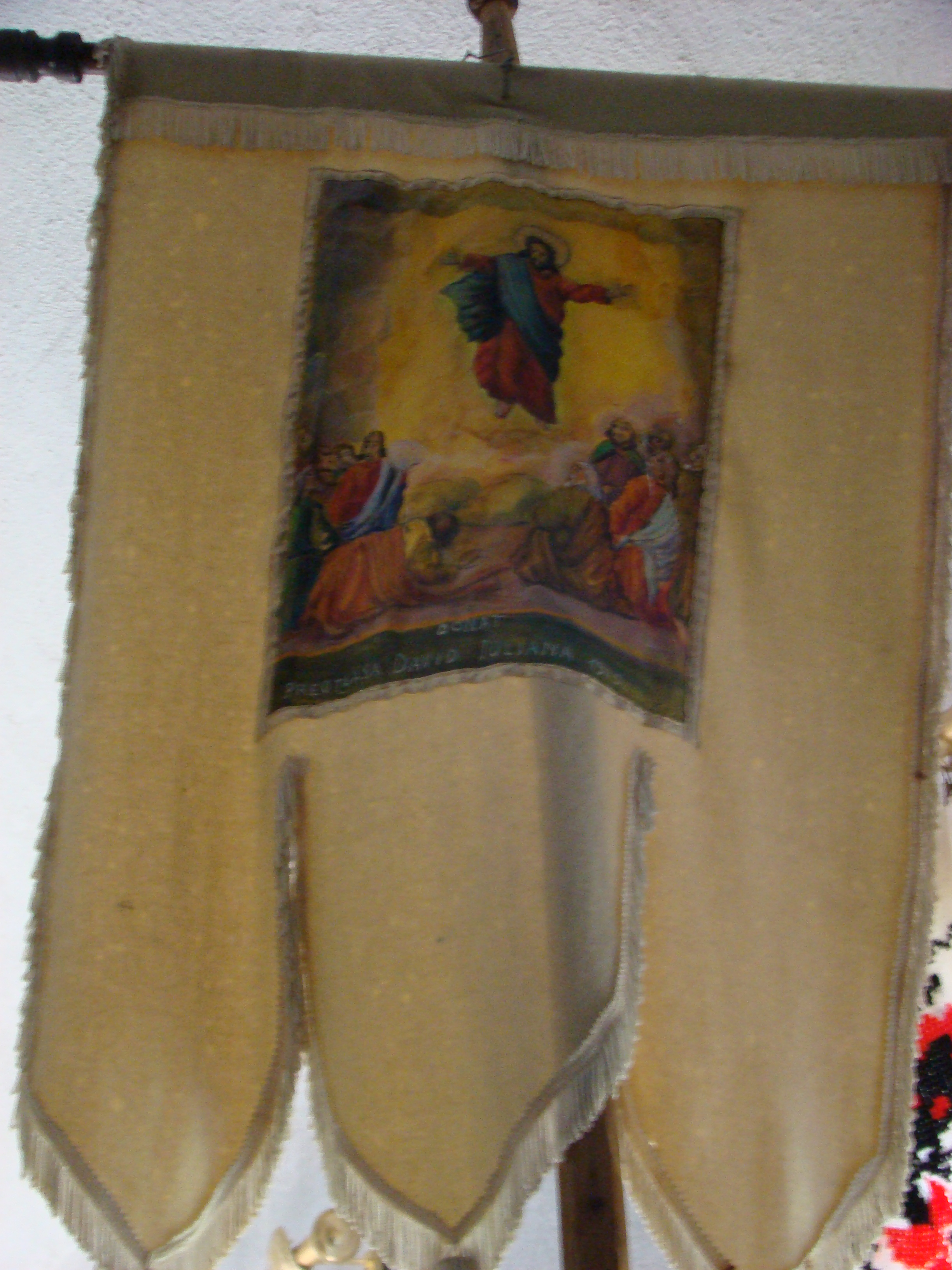
Prapur
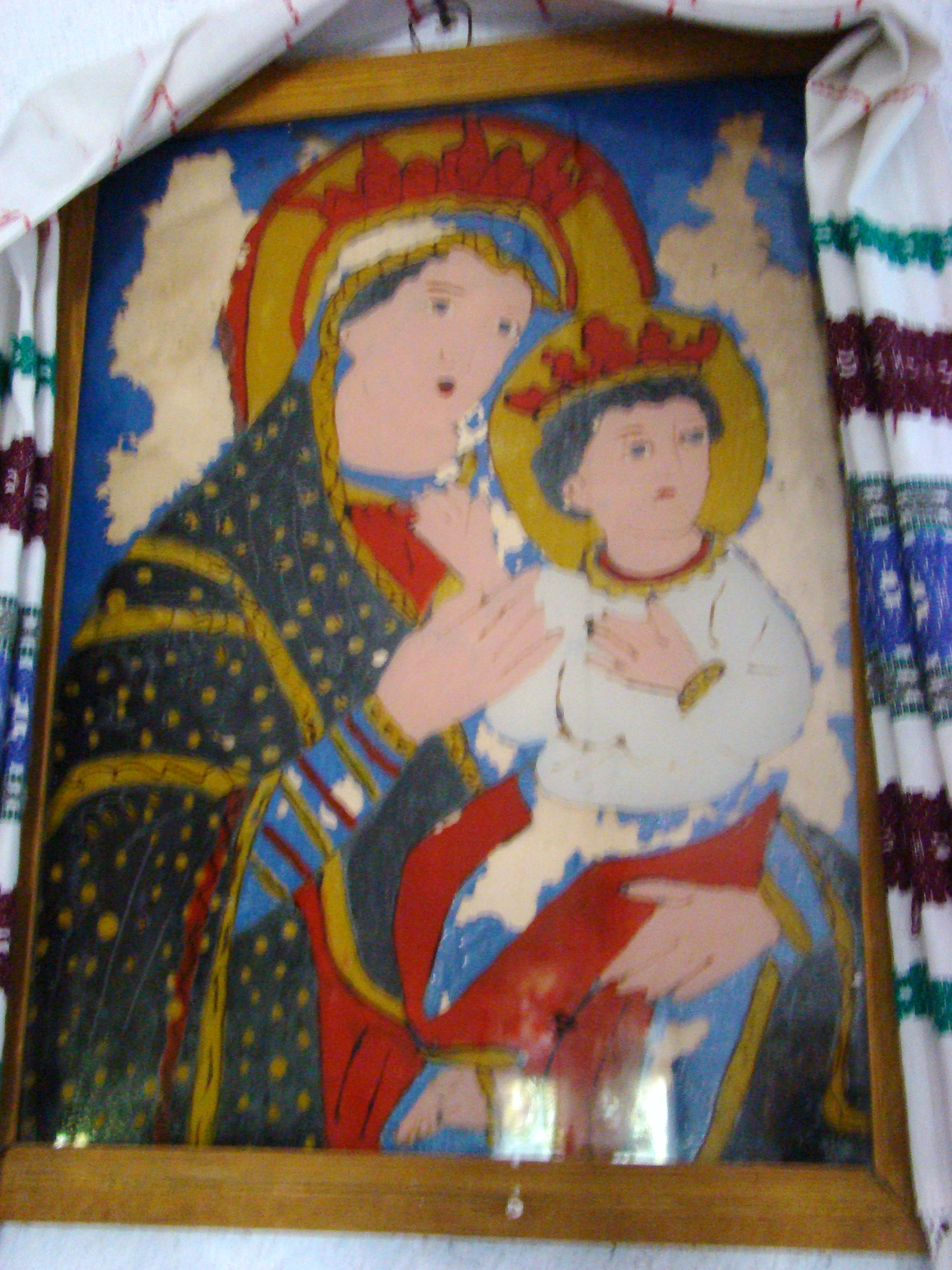
Maica Domnului cu pruncul
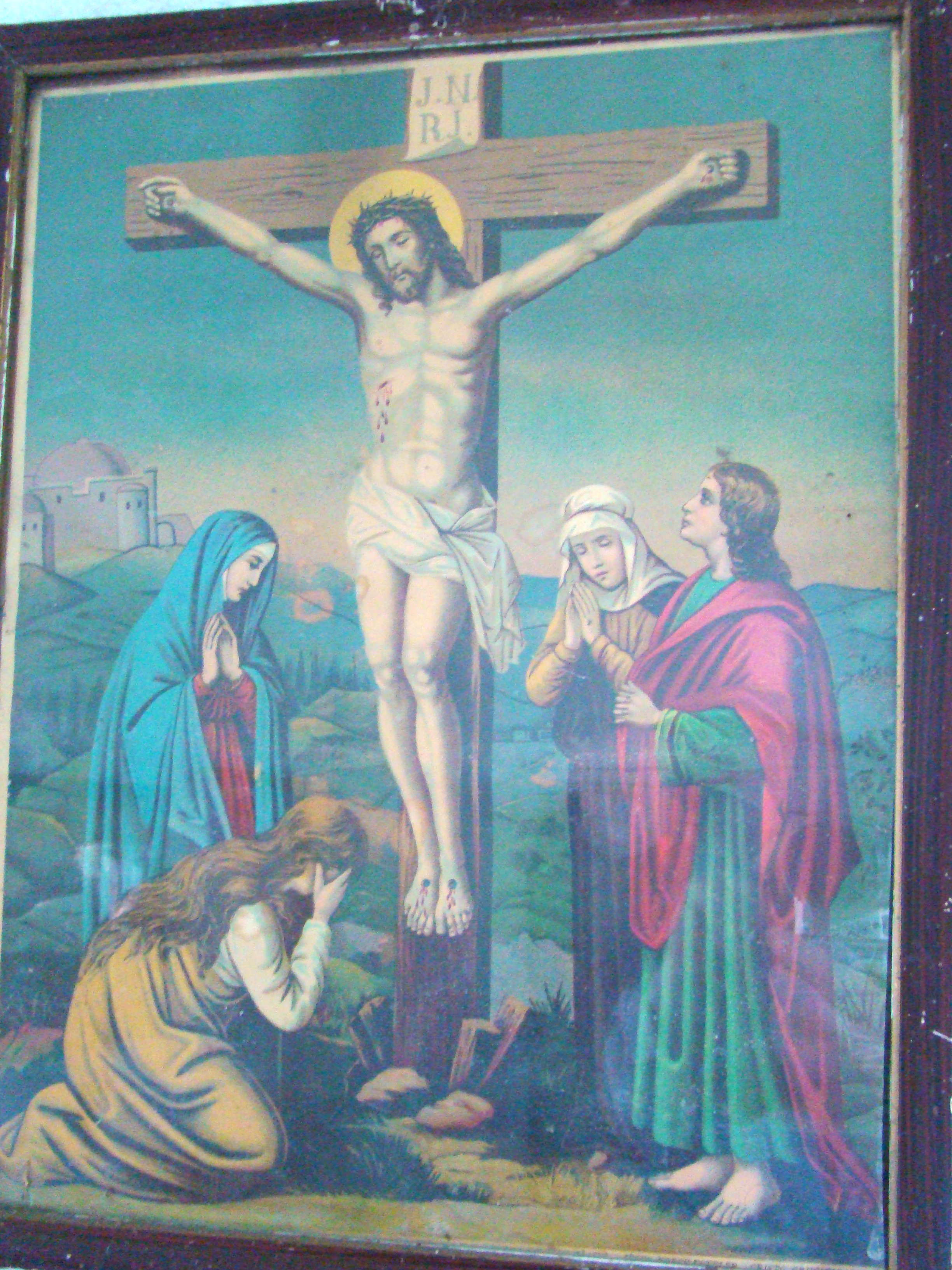
Răstignire
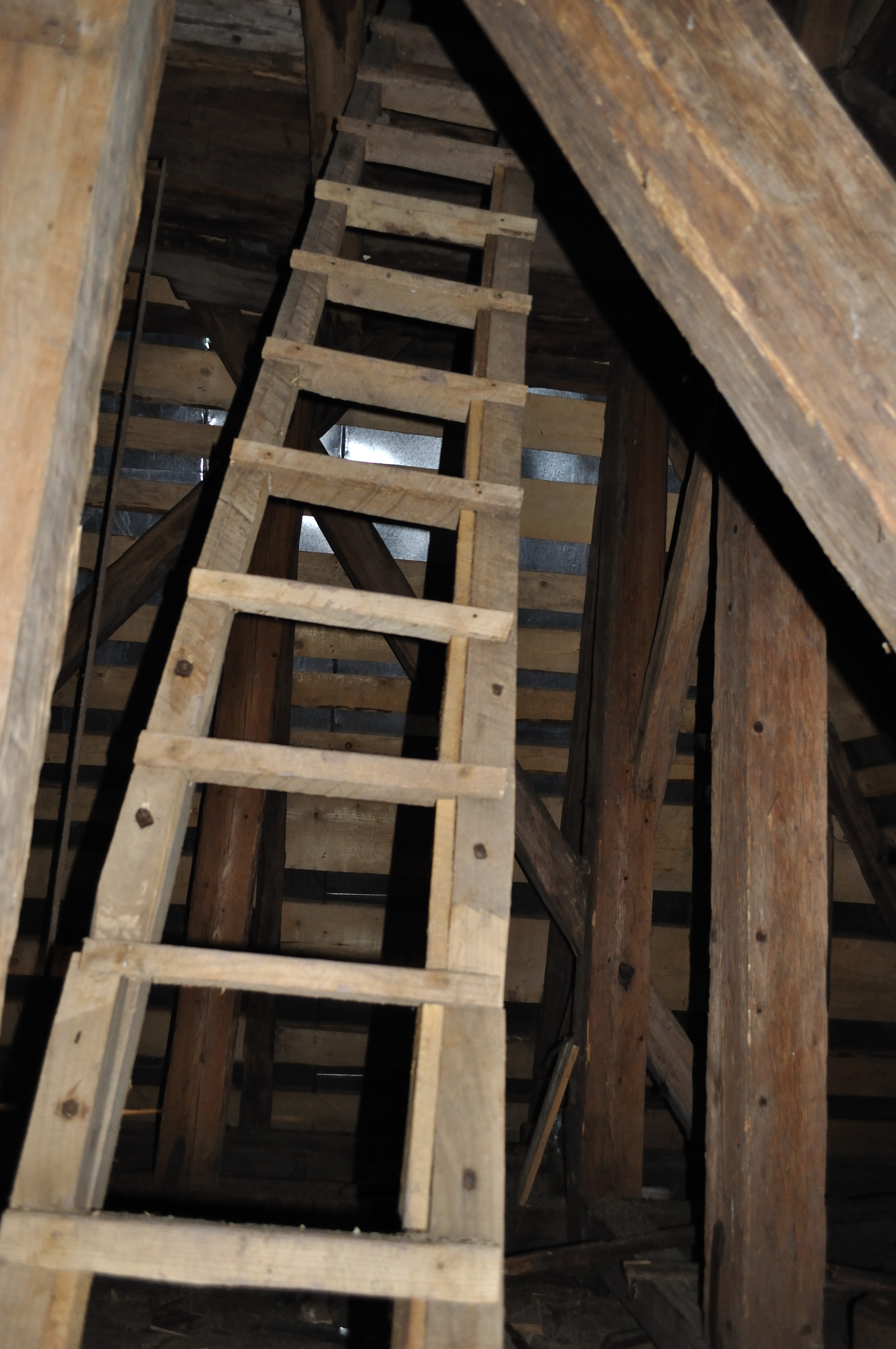
Spre clopotniță